# Histoire de la marine française de Richelieu à Louis XIV

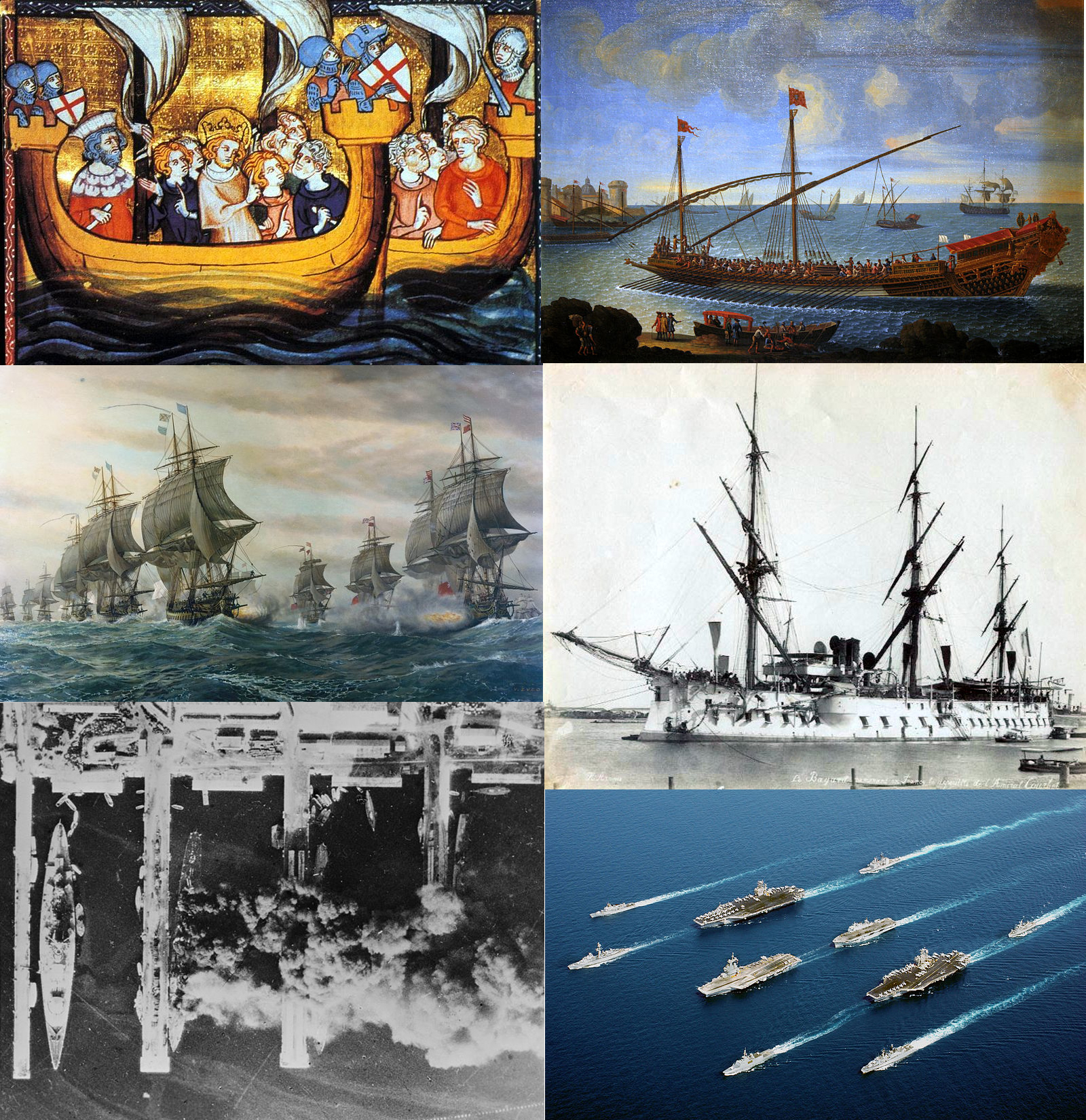
Diverses vues de la marine militaire française, du Moyen Âge au XXIe siècle.

Cette période, qui va du début du XVIIe siècle à 1715 est très importante car c'est pendant ces décennies que la marine française devient une force permanente alors que jusque-là, l'autorité royale se contentait d’armer ponctuellement en guerre des flottes formées de navires civils réquisitionnés. Cette création est l’œuvre de Richelieu. C’est une naissance difficile car les efforts ne sont pas réguliers. Cette jeune marine décline après la mort du cardinal avant de renaître sous Louis XIV grâce à la volonté du principal ministre au début du règne : Colbert. Pour faire vivre ses escadres, l’autorité royale développe un véritable outil industriel qui va du chantier naval militaire aux fonderies de canons et d’ancres, aux manufactures de voiles, corderies et autres agrès, sans parler de la mise à contribution de presque toutes les forêts du royaume pour fournir le bois de construction. Une administration de marine se met en place pour gérer les arsenaux, veiller au ravitaillement, enregistrer les matelots, alors que des écoles sont créées pour former les officiers. Les ports en sont profondément transformés, comme Brest et Toulon, mais aussi Marseille, Le Havre, Dunkerque, Lorient, Cherbourg. Un port-arsenal est même créé de toutes pièces : Rochefort. 
Cette volonté de s’affirmer sur mer intervient alors que la France, pays le plus peuplé d’Europe à cette époque, se définit fondamentalement par sa richesse agricole. L’opinion publique est, dans son ensemble, indifférente, voire hostile aux questions navales, préférant l’investissement dans la terre au commerce maritime ou au service sur les vaisseaux du roi (il est vrai très pénible). Les compagnies de navigation censées concurrencer celles de Hollande, sont un échec presque complet. Les marins sont peu nombreux, à peu près 50 000, chiffre qui reste stable pendant tout le XVIIe siècle (et au-delà). Le monde maritime ne concerne qu’une bande côtière assez étroite et l’opinion préfère la « poule au pot », symbole de jour gras, au poisson, symbole de jour de carême. L’intérêt des rois de France est aussi très fluctuant. Louis XIII est indifférent aux questions navales, mais a l’intelligence de laisser faire Richelieu. Louis XIV, en accord avec Colbert, favorise le développement de sa marine de guerre, mais ne l’utilise pas forcément au mieux de ses possibilités.
Les efforts de la monarchie pour amariner le pays sont aussi gênés par d’importantes contraintes géographiques. Les côtes françaises sont souvent parcourues de courants défavorables et il y a très peu de ports en eau profonde, les seuls à même d’accueillir les gros vaisseaux nécessitant un fort tirant d’eau. À cela s’ajoute le problème de la double façade maritime (Méditerranée et Atlantique), en apparence source d’ouverture et de profits vers le Levant (Orient) et vers le Ponant (Amérique), en réalité handicap permanent pour la marine royale lorsqu’elle veut regrouper ses forces et que l’une des deux escadres doit contourner, dans un sens ou dans l’autre, la péninsule Ibérique. Cette contrainte géographique que ne connaissent pas l'Angleterre et la Hollande est une des causes des graves déconvenues survenues lors des derniers conflits Louis-Quatorziens.
La période est marquée par quatre guerres navales intenses : franco-espagnole (1635-1659), de Hollande (1672-1678), de la Ligue d’Augsbourg (1688-1697) et de la Succession d’Espagne (1701-1714). La marine française y affronte les forces espagnoles, hollandaises et surtout anglaises, lesquelles s’affirment, à partir de 1689, comme l’adversaire le plus déterminé à barrer la route aux Bourbons sur mer, sachant que ceux-ci sont obligés de combattre aussi sur terre en Europe. Lorsque la guerre dure trop longtemps et que les finances de la monarchie deviennent défaillantes, c’est au détriment de la Marine que se font les arbitrages financiers. Dans les années 1680, avec en moyenne plus de 120 vaisseaux de ligne, la flotte française est la première d’Europe. En 1715, à la mort de Louis XIV, elle se limite à une trentaine de bâtiments, soit à peu près le même volume qu’au début de son règne personnel (1661). Néanmoins, il ne s’agit pas d’une liquidation. Le ministère de la Marine fait définitivement partie du paysage politique. Les arsenaux, même avec une poignée de lancements, subsistent. Le corps des officiers, devenu permanent, est sorti de l’improvisation des premiers temps. Le pari de créer une Marine permanente est gagné. Le XVIIIe siècle, malgré ses aléas militaires, la verra remonter progressivement en puissance.

## Les Français et la mer au début duXVIIesiècle

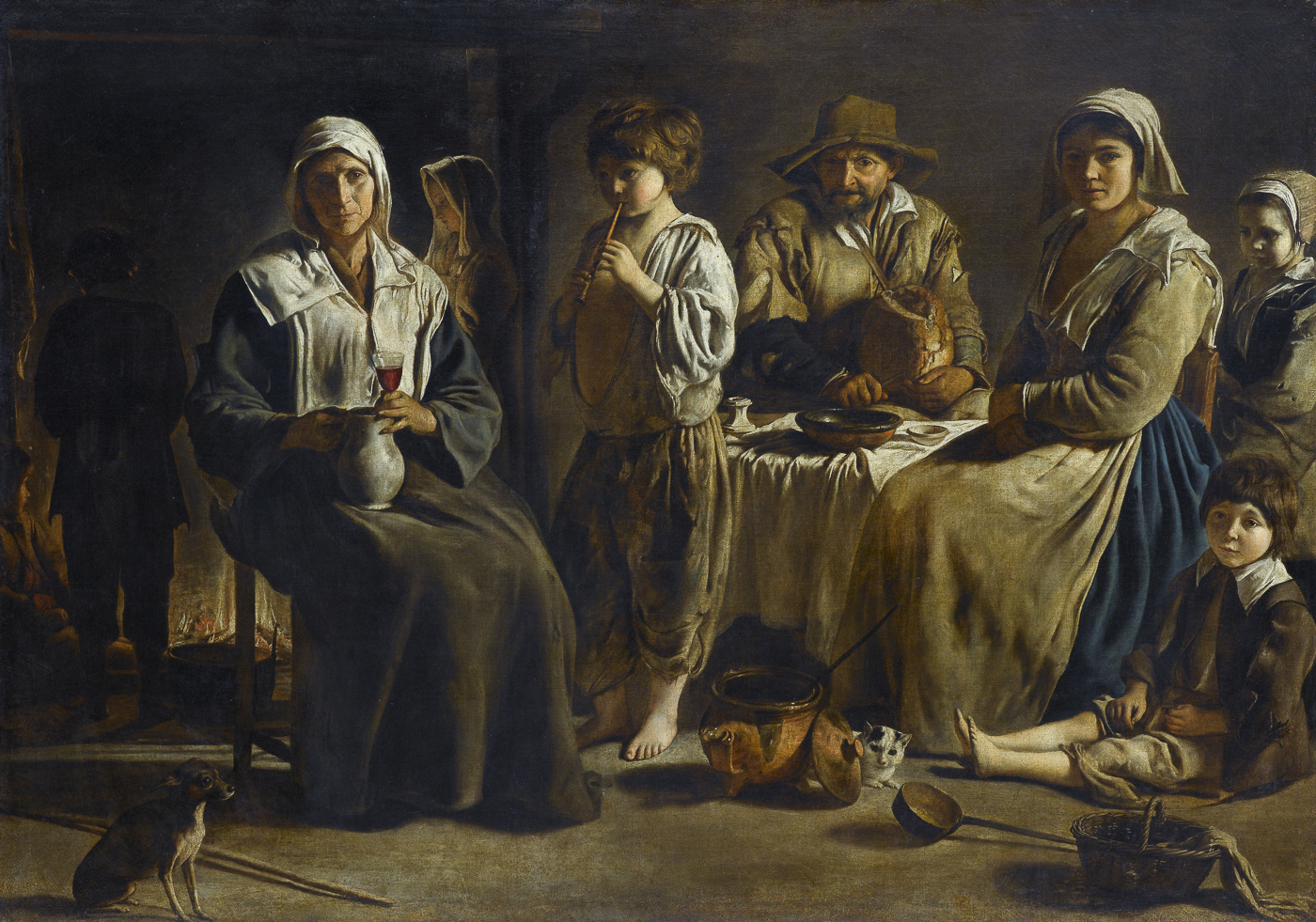
Une famille de paysans vers 1640. La France se définit à cette époque par sa richesse agricole symbole de pain, de vin et de jours gras. La mer est perçue comme un espace lointain et inquiétant.

### Une mentalité terrienne qui tourne le dos à la mer
Vers 1600, la France est le pays le plus riche et le plus peuplé d’Europe. Avec ses 20 millions d’habitants, elle devance de très loin les 10 millions d’habitants des États des Habsbourg d’Autriche ou des États allemands, les 8 millions d’Espagnols ou encore les 5 millions d’Anglais. Après la lointaine Russie, c’est le plus grand pays d’Europe, avec une forte cohérence territoriale, bordé par une immense frontière terrestre à l’Est et deux frontières maritimes à l’Ouest (Atlantique/Manche) et au Sud (Méditerranée). Cette position géographique, à la fois continentale et maritime devrait logiquement faire de la France une puissance terrestre et navale. Or il n’en est rien. Les assises politiques, économiques et humaines du royaume sont fondamentalement terrestres. Les Français qui vivent directement de la mer – pêcheurs, matelots, négociants, etc. – ne sont qu’une minorité au XVIIe siècle. Le secteur maritime le plus développé, la pêche, fait vivre 25 à 30 000 personnes, soit à peu près 0,5 % de la population. Le monde du négoce maritime ne s’affirme pas comme une élite porteuse de ses propres valeurs. Une fois enrichie dans le grand commerce de mer, les familles de négociants répugnent généralement à le poursuivre et préfèrent acheter des terres pour s’y faire construire des châteaux, bastides ou malouinières, acheter des offices anoblissant ou entrer dans la noblesse terrienne par mariage.
La population française est essentiellement terrienne et demeure très attachée au sol. Pour le laboureur, le métayer, le bourgeois ou le noble, la mer évoque les jours de maigre : près de 160 jours par an, soit plus du tiers de l’année où seule la consommation de poisson est normalement autorisée. La terre, elle, donne le pain, le vin et le « veau gras » ou la « poule au pot » dominicale. Pour Sully, principal ministre d’Henri IV, « pâturage et labourage sont les deux mamelles du royaume ». La consommation de morue est certes très élevée et le poisson permet régulièrement d’éviter les disettes dans les régions côtières, mais la mer rime le plus souvent dans l’esprit des Français avec privations, abstinences religieuses, exil et émigration des exclus. « Là où la terre nourrit, la mer inquiète. Monde marginal est inconnu, elle suscite la peur » (Nicolas Siméon). La mer, c’est le domaine des naufrages, des pirates, du scorbut, des « galères » (peine la plus grave après la mort) et des légendes toutes droites sorties du Moyen Âge. À l’Équateur, raconte-on, l’eau se met à bouillir. Ailleurs, des pierres et îles aimantées attirent les clous des coques des navires ! Les voisins européens ne partagent pas cette peur française envers le monde marin. Depuis le XVe siècle, l’Espagne et le Portugal s’en vont explorer et conquérir les richesses des « Indes ». L’Angleterre est une île, la mer son prolongement économique et politique. Les Hollandais, qui se surnomment les « Gueux de la mer », la domestiquent depuis longtemps par des polders et ont établi une véritable thalassocratie sur les rives de la mer du Nord. Leur flotte de commerce, la plus importante d’Europe, est à la base de leur prospérité. La France, qui profite de sa richesse agricole souvent dispensatrice de surplus, voit les navires marchands venir à elle et n’éprouve pas le besoin d’en envoyer.

### L'état des lieux à la mort d'Henri IV
À la mort d’Henri IV, les activités maritimes se déroulent en dehors de toute politique royale. Durant la minorité du roi (le futur Louis XIII n’a que neuf ans en 1610), Champlain poursuit ses voyages au Canada et quelques Français continuent à tenter leur chance sur des opérations de colonisation au Brésil (François de Razilly en 1612 sur l’île de Maranhão), font leur apparition sur les côtes de Guinée (1614), ou poussent jusqu’au cap de Bonne-Espérance (1619). Les Basques pêchent la baleine jusqu’au Spitzberg (en 1613, à la grande fureur du roi de Danemark, Christian IV), et les cap-corsins marseillais le corail au large de Bizerte (à la colère là aussi des autorités locales). La situation est d’ailleurs très délicate en Méditerranée occidentale où l’absence de marine se paie cher puisque les « Barbaresques » y font régner la terreur. Entre 1613 et 1621, les corsaires d’Alger enlèvent 936 navires chrétiens dont 253 français (27 %) sans que les Français puissent faire autre chose que payer pour racheter les captifs (saint Vincent de Paul). Alors que les galères espagnoles ou maltaises sont habituées à faire la chasse aux pirates musulmans en Méditerranée, la France ne dispose de rien de tel, même si on peut noter que les cap-corsins marseillais tentent de rétablir par la force le bastion de France, de l’autre côté de la Méditerranée (à La Calle en 1616).
Le jeune Louis XIII, mineur, ignore tout de la mer et rien dans l’éducation qu’il reçoit ne mentionne les questions navales. Sa mère lui offre en 1608, alors qu'il a 7 ans, un petit navire en argent, mais ce n'est qu'un jouet. Déclaré majeur en 1614, Louis XIII découvre pour la première fois un port en 1615 lorsqu’il vient à Bordeaux pour épouser Anne d’Autriche (qui arrive d’Espagne). En 1618, l’autorité royale lance la mise en chantier de Port-Louis, mais la dynamique maritime du royaume reste entre les mains d’une poignée de négociants et armateurs privés : des Normands (Rouennais et Dieppois), des Marseillais (Provençaux et cap-corsins), des Basques, des Bretons et surtout des huguenots (Dieppois et Rochelais). En 1619, à l’imitation de ce qui se fait en Hollande et en Angleterre, des Rouennais songent à établir une compagnie des Indes, projet qui ne peut aboutir sans le soutien de l’État. Il faut attendre l’arrivée de Richelieu aux affaires pour que l’autorité royale jette les bases d’une première politique navale.

## Louis XIII, Richelieu et Mazarin: les premiers pas d'une marine permanente (1624-1661)

### Les effets accélérateurs du siège de la Rochelle

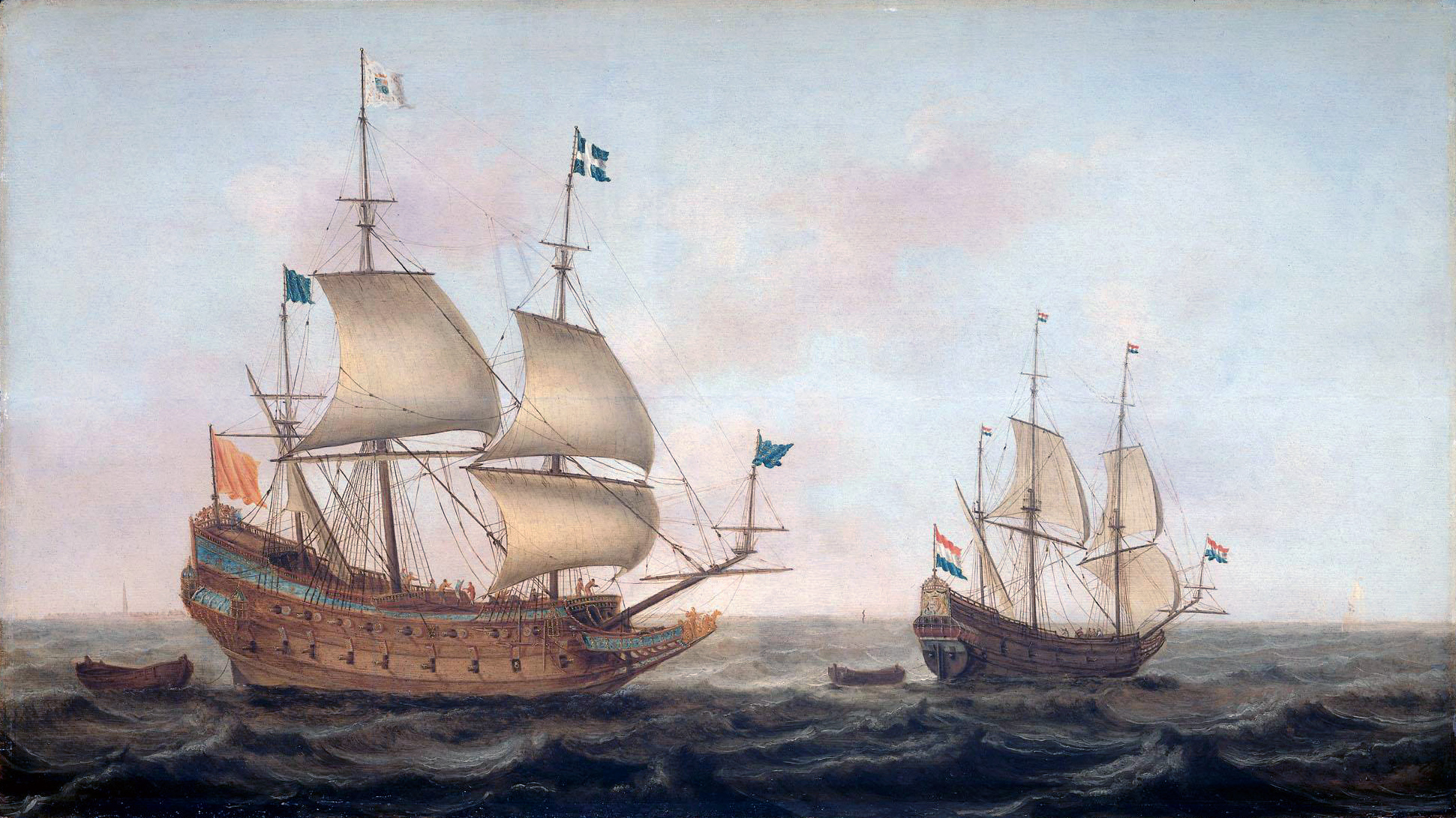
Un vaisseau de guerre commandé en 1626 à des chantiers hollandais. La France n'ayant aucune expérience navale, les premiers vaisseaux doivent être achetés à l'étranger. (Peinture de Jacob Gerritz)

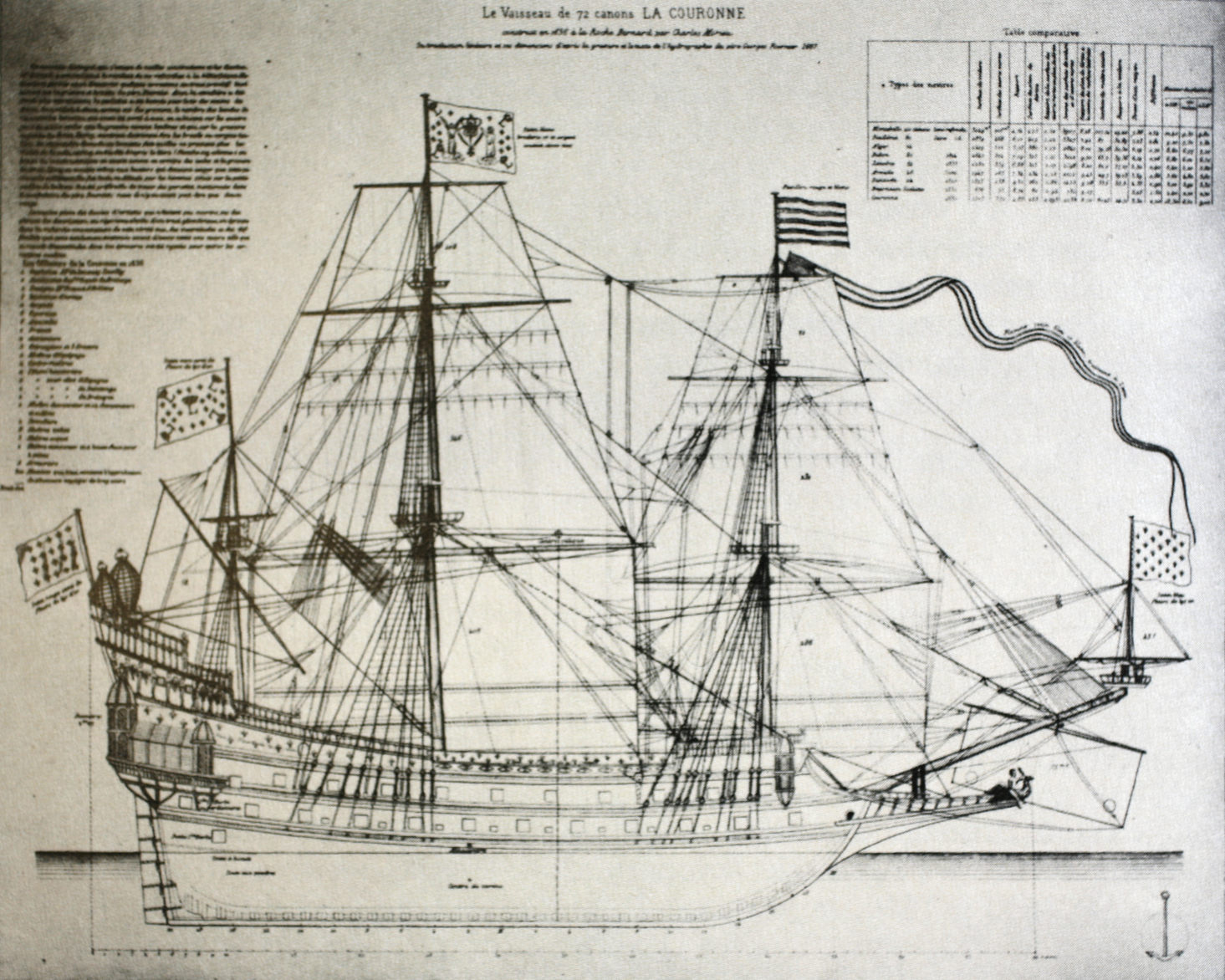
La Couronne, lancée en 1637, est le premier grand vaisseau construit en France. Il se veut la réplique du Sovereign of Seas du roi d'Angleterre.

Deux facteurs motivent le « grand dessein » naval de Richelieu. Le premier est d'ordre domestique : faire rentrer dans le rang toutes les formes de résistance à l'autorité royale. Outre les innombrables complots nobiliaires qu'il faut déjouer, il y a une ville qui dans toute l'Europe symbolise ce rejet de l'autorité royale : La Rochelle. Depuis la fin du XVIe siècle et les guerres de religion, la cité protestante vit presque de façon indépendante et semble invulnérable derrière ses murailles et son port qui lui offrent toutes les possibilités du commerce et du ravitaillement. En 1621, la ville crée même une amirauté rebelle, symbole fort dont le roi et son puissant ministre ne peuvent prétendre venir à bout sans flotte. La deuxième priorité est à la fois économique et internationale : rattraper le retard pris sur les autres puissances navales, tout particulièrement les Hollandais qui s'affirment au début du XVIIe siècle comme des géants des mers rivalisant avec les Espagnols, les Portugais et les Anglais. Surnommés au départ les « Gueux de la mer » ces derniers se sont progressivement emparés de tout le commerce avec les Indes orientales et disposent vers 1620 de la première flotte marchande d'Europe. Les ports français de l'Atlantique sont massivement fréquentés par les Hollandais qui contrôlent ainsi l'essentiel du commerce extérieur du pays. Une réussite qui impressionne le cardinal et qu'il est décidé à imiter.
Richelieu entre au conseil du roi en 1624 et obtient assez rapidement du roi les moyens de sa politique. Il crée officiellement la Marine royale, supprime la fonction d'amiral de France qui était inamovible pour centraliser les grandes décisions maritimes et mettre la marine à l'abri des grands féodaux. C'est ainsi qu'est créée à son profit en octobre 1626 la charge de grand-maître, chef et surintendant général de la navigation et commerce de France et que le Cardinal obtient le gouvernement de la plupart des ports du royaume (de 1626 à 1631). La date d'octobre 1626 est depuis 2024 considérée par la Marine Nationale comme la date de naissance d'une marine d'Etat, unifiée et permanente. En janvier 1635, lorsqu’il rachète aux Gondi le généralat des galères et le marquisat des îles d’Hyères d’où appareillent les flottes toulonnaises, Richelieu devient quasiment le seul maître du littoral de tout le royaume. Le Cardinal développe des infrastructures de base et entreprend le lancement d'une flotte de guerre spécifique. Les débuts sont difficiles. Des gros travaux sont réalisés au Havre, qui reste un port mal protégé et difficilement accessible. Brouage, qui s'envase, est un échec coûteux. Richelieu est plus heureux à Brest et Toulon, mais les travaux y restent toutefois de faible ampleur. Richelieu s’informe et se fait aider par les frères Razilly qui parcourent les mers, du Maroc aux bouches de l’Amazone, mais l'expérience et le savoir-faire manquent. Dix-huit vaisseaux sont commandés en 1626 et six l'année suivante, mais comme il n'existe pas encore d'arsenaux français, il faut les faire construire en Hollande et en Suède. L'alliance suédoise, judicieusement signée en 1631, permet la livraison de canons suédois (les meilleurs d'Europe à cette époque) ainsi que de chanvre, de mâts, de cuivre, de bois de sapin et autres agrès. Richelieu fait embaucher de nombreux charpentiers hollandais, crée des chantiers navals à Indret et à La Roche-Bernard. En 1627, sont créées les trois premières escadres françaises : de Guyenne, Bretagne et Normandie, basées à Brouage, Brest et au Havre.
Cette volonté de faire émerger la France en tant que puissance navale provoque la plus vive inquiétude de la Hollande mais surtout de l'Angleterre, déjà inquiète des entreprises de Louis XIII et Richelieu contre la cité protestante de La Rochelle. Des voix nombreuses s'élèvent en Angleterre contre la montée en puissance maritime d'un pays qui dispose déjà de l'une des plus grandes forces terrestres du continent. Le duc de Buckingham partage ces craintes et, dans l'espoir de provoquer la révolte de La Rochelle, débarque en 1627 dans l'île de Ré, ce qui, effectivement provoque la révolte de la ville. Les motivations religieuses face à la France sont donc étroitement interconnectées avec l'économique et, surtout, la volonté pour Londres de contrôler toutes les mers limitrophes de l'Angleterre. Un débarquement français surprise réussit à reprendre l'île de Ré, et le siège de La Rochelle se termine en 1628, après une ultime tentative de la Royal Navy pour le faire lever. Avec la digue construite pour isoler la ville, la marine royale s'est aussi dotée de 35 navires, effort tout à fait considérable.
L'expérience du siège rochelais, même s'il a été, somme toute, plus terrestre que maritime — il n'y a pas eu de bataille navale franco-anglaise — semble riche d'enseignement. Dans son avis au roi de 1629, Richelieu écrit : « La première chose qu'il faut faire est de se rendre puissant sur la mer qui donne entrée à tous les États du monde. » Louis XIII, roi tourné vers les affaires continentales et le renforcement de ses frontières à l'Est, ne se sent guère concerné par les questions navales, mais a l'intelligence de laisser faire Richelieu qui cherche aussi à soutenir l'expansion coloniale de la France pour rattraper le retard sur la Hollande et l'Angleterre. Pour cela, le cardinal veut connaitre au plus près l’état réel de la marine au commerce comme à la guerre. Il ordonne donc une enquête générale et approfondie des côtes du Ponant sous la responsabilité le Louis le Roux, sieur d’Infreville, commissaire général de la Marine. Une autre enquête du même ordre pour le Levant est confiée en 1633 à Henri de Seguiran, seigneur de Bouc.
En 1635, Belain d’Esnambuc prend la Martinique, Lliénard de l’Olive, la Guadeloupe. En 1642, c’est Fort Dauphin qui est érigé à Madagascar, la même année où est fondée Montréal au Canada. Quelques milliers de colons et de marins passent dans ces îles alors presque toutes désertes ainsi qu’à Saint-Christophe, la Dominique et dans les solitudes forestières du Canada, le long du Saint-Laurent. Ces entreprises sont extrêmement fragiles et hasardeuses. L’installation à Madagascar ne donne rien. Le Canada reste sous la menace permanente des raids Iroquois, sans parler des Anglais qui s’emparent de Québec pendant trois ans (1629-1632). Quant à l’opinion, elle reste indifférente ou hostile à ces tentatives coloniales qui ne donneront leurs premiers fruits que des décennies plus tard. Il est vrai que sur le moment, l’échec commercial est patent. Les compagnies du Morbihan, du Sénégal et de Gambie, des Cents Associés et de Saint-Christophe végètent puis disparaissent les unes après les autres.
En 1637, la flotte se monte à une quarantaine de vaisseaux, dont La Couronne de 2 000 tonneaux qui se veut la réplique du Sovereign of the Seas, le navire amiral du roi d'Angleterre. Richelieu, homme de son temps, croit aussi aux galères qu'il fait commander en nombre pour agir en Méditerranée. Ainsi naissent la Richelieu, la Cardinale, la Ducale, qu’il confie au fils de sa sœur, Pont-Courlay (2 février 1635), les vaisseaux étant mis entre les mains du fils de son autre sœur, Maillé-Brézé, ou à son ami le cardinal de Sourdis. Les carences de cette marine restent nombreuses : le corps des officiers, peu discipliné, n'est pas solide et il faut le renouveler à chaque campagne, malgré la création des gardes du grand-maître, en 1626, ancêtres des élèves de l’École navale. Le recrutement des équipages reste aussi plus que sommaire, puisqu'il faut recourir à la Presse (les matelots sont raflés dans les ports pour être embarqués de force), mais ce système est encore plus massivement pratiqué en Angleterre…

### La guerre victorieuse contre l'Espagne (1635-1659)

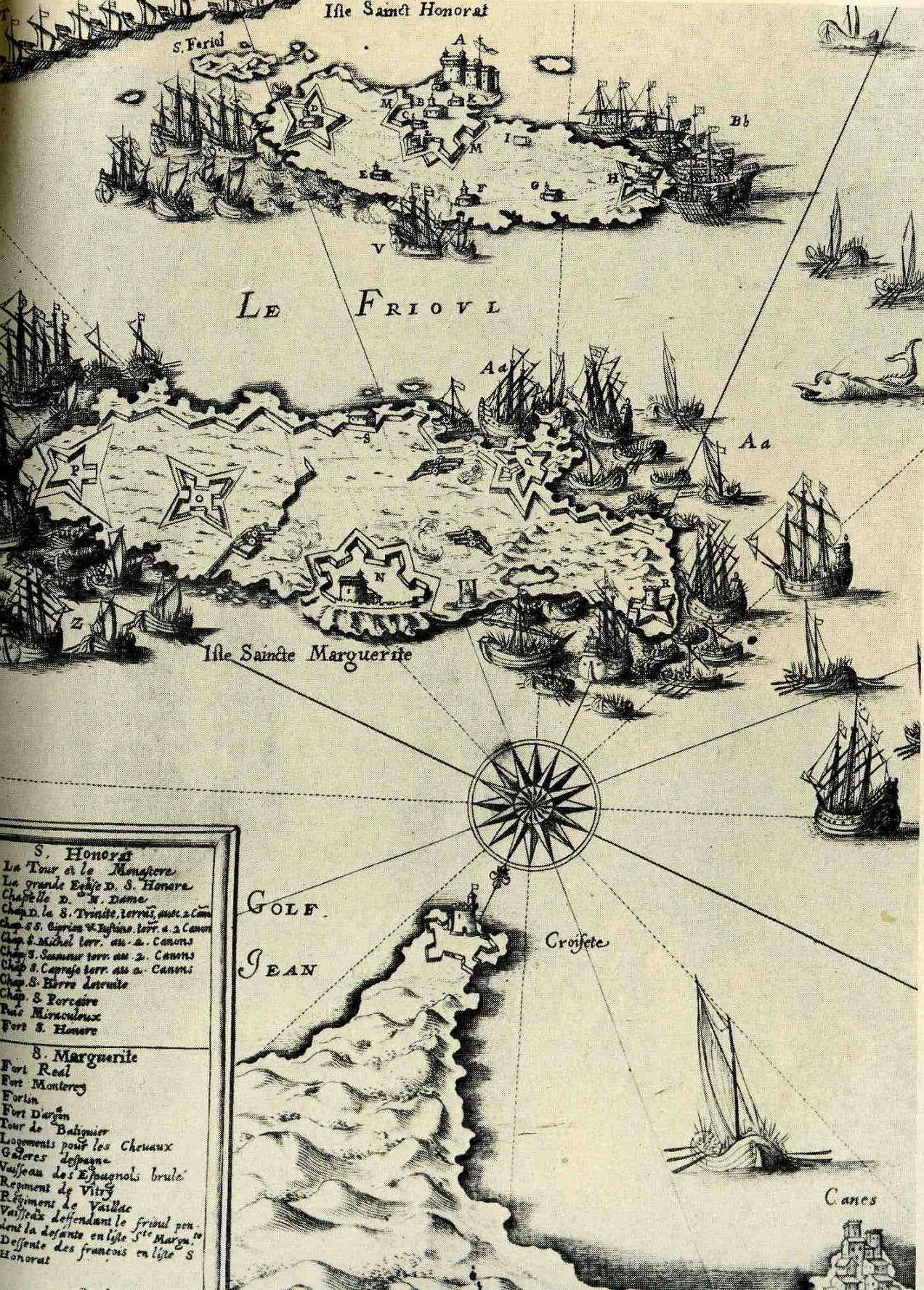
La reprise des îles de Lérins en 1637. La marine, à l'issue de ses multiples combats contre la flotte espagnole, obtient la maîtrise de la Méditerranée occidentale.

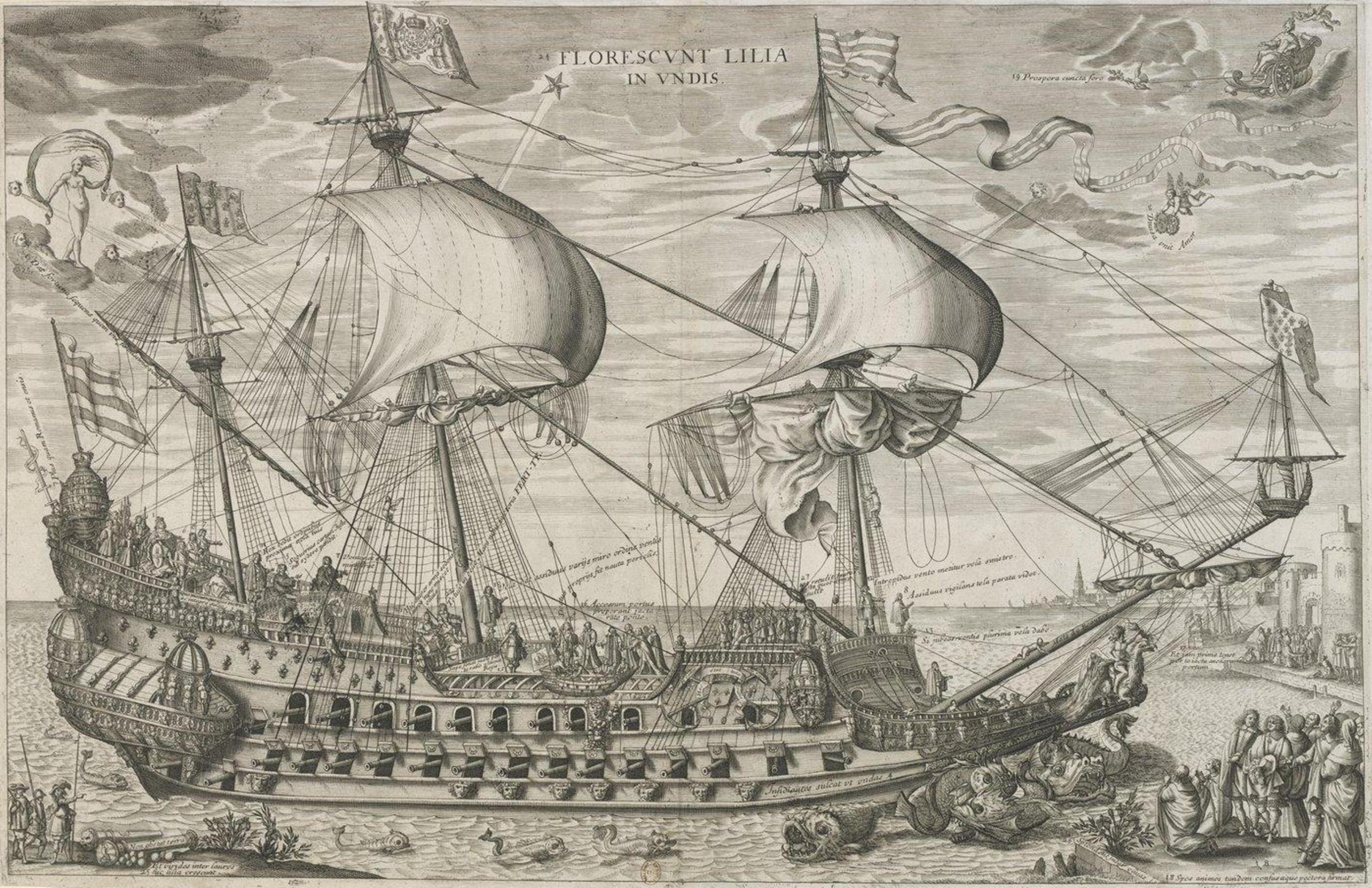
Les Lys fleurissent dans les vagues. Estampe allégorique représentant le royaume de France sous la forme d'un vaisseau avec Louis XIII et Richelieu sur la dunette, vers 1630.

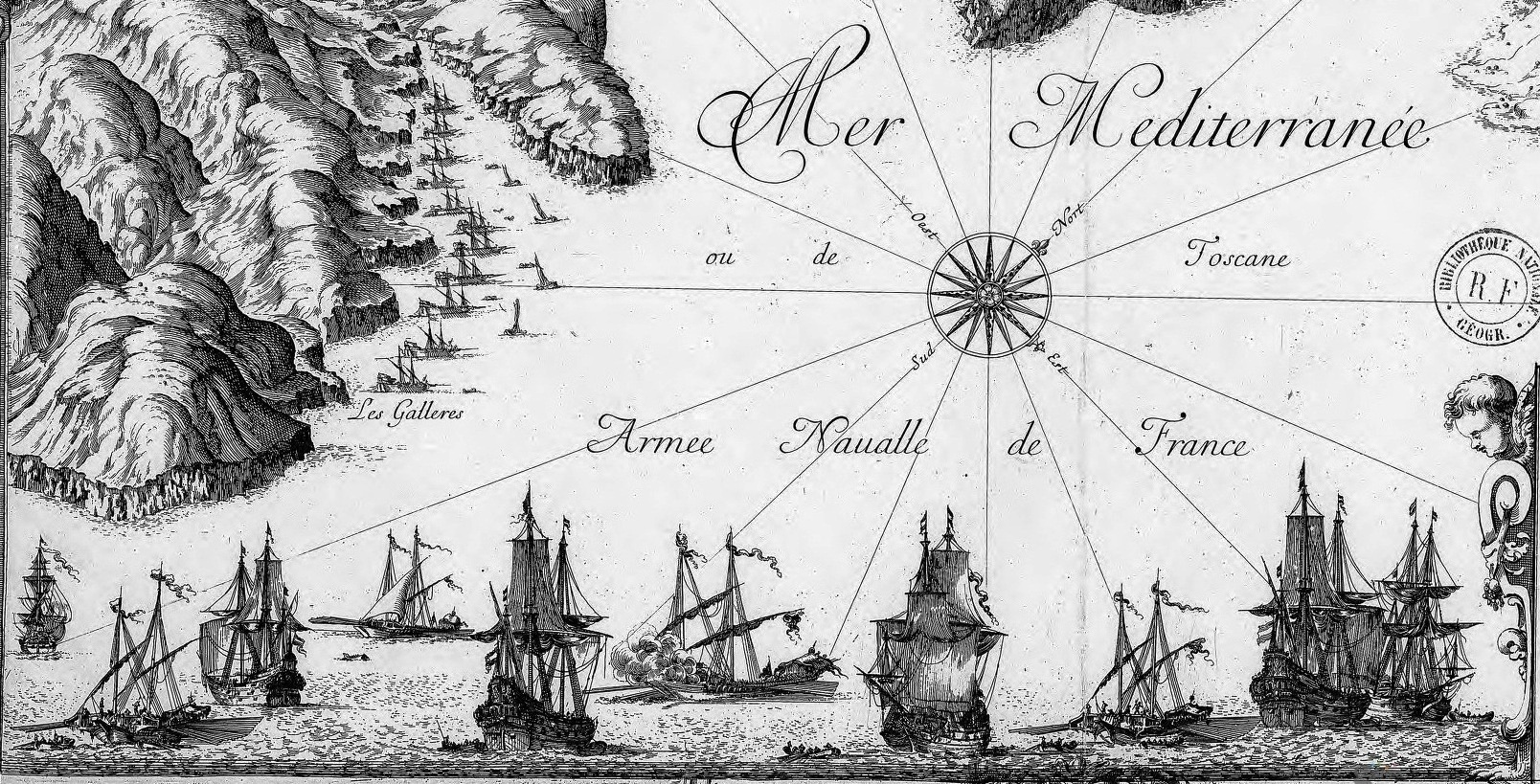
À la mort de Louis XIII, la flotte compte une soixantaine de vaisseaux et un peu plus de vingt galères. Elle combat essentiellement en Méditerranée contre l'Espagne.

Cette jeune marine est ensuite engagée avec succès contre les Espagnols lorsque la France entre dans la Guerre de Trente Ans en 1635. La flotte réunie du Ponant et du Levant joue le rôle de soutien à l'avance de l'armée de terre, les Espagnols en faisant autant. C'est donc largement une guerre limitée aux rivages proches. En 1636, Sourdis remporte un premier succès devant Menton. En 1637, les navires français reprennent les îles de Lérins dont les Espagnols s’étaient emparés au début des hostilités, et sur lesquelles ils s’étaient fortifiés. Cette grosse opération mobilise 38 vaisseaux, 11 galères, 6 brûlots, 12 flûtes, et une importante flotte de transport. Sourdis, qui commande l'opération, réussit son débarquement, repousse les galères génoises et force les Espagnols à la capitulation (12 mai). Le 15 juin, on se bat devant Saint-Tropez : 4 vaisseaux français repoussent 21 galères. En 1638, les opérations s'intensifient. Le 22 août, Sourdis, qui rentre de Méditerranée avec 18 galions et 7 brûlots, détruit 11 des 12 galions espagnols bloqués dans la rade de Getaria, sur la côte basque. Ces navires étaient destinés à ravitailler la forteresse de Fontarabie assiégée par les Français. Cette victoire est cependant sans lendemain, la panique ayant saisi l'armée de siège française. Le 1er septembre, c’est la bataille de Vado, au large de Gênes, remportée par les galères françaises sur leurs consœurs espagnoles. C'est la dernière grande bataille de galères en Méditerranée. Quinze unités sont engagées par les deux marines. Il y a 6 pertes espagnoles contre 3 françaises, toutes capturées. Cette victoire importante coupe la liaison entre Barcelone et Gênes, artère vitale entre les Habsbourg de Madrid et de Vienne. Victoire confortée l’année suivante par la prise de Villafranca[Laquelle ?] qui neutralise les Génois. Ces batailles ébranlent aussi la domination espagnole sur le Portugal et la Catalogne. Les soulèvements de 1640 y puisent une partie de leurs forces.
On mène aussi une stratégie d'interception des convois. En 1638-1640, les croisières sur les côtes ibériques paralysent les mouvements espagnols, tant dans l’Atlantique qu’en Méditerranée. Le 16 septembre 1638, 16 vaisseaux espagnols sont détruits ou pris. Maillé-Brézé, à la tête de la flotte du Ponant (18 vaisseaux, 3 frégates, 9 brûlots), attaque le 22 (ou 27) juillet 1640, devant Cadix, un gros convoi de galions apportant l'argent du Mexique. La mêlée est confuse. Les Espagnols perdent un vaisseau et 4 autres navires, mais le convoi d'Amérique réussit à passer. Ce demi-succès permet cependant la révolte du Portugal contre l'Espagne. L'essentiel de l'effort de guerre dans l'Atlantique repose en fait sur l'allié hollandais et c'est en Méditerranée que sont emportés les succès les plus importants. Le 9 octobre 1640, on se bat devant Tarragone : une escadre de galères espagnoles escortant un convoi est détruite par les voiliers français. En mars 1641, Sourdis capture l’escadre de Rosas, entre Barcelone et Port-Vendres, mais échoue le 17 août devant Tarragone face à une flotte plus nombreuse. Sourdis, qui dispose de 19 vaisseaux et autant de galères n’ose pas attaquer les 35 vaisseaux et 15 galères espagnoles. Ces dernières prennent même leur revanche de l'année précédente car elles attaquent les Français sur leurs arrières. Richelieu, exaspéré, disgracie Sourdis. Les effectifs de la marine de Louis XIII continuent de croître, comme on peut le mesurer en 1642. Cette année-là, Maillé-Brézé passe en Méditerranée avec 20 vaisseaux armés à Brest pour joindre ses forces à l’escadre de Toulon, afin de bloquer par mer Perpignan, déjà assiégée par voie de terre. Les 44 vaisseaux, 17 galères et 13 brûlots français affrontent pendant trois jours (1er-3 juillet) devant Barcelone les 64 navires et 22 galères de l’amiral duc de Ciudad Real (en). C’est une belle victoire française qui laisse 15 vaisseaux espagnols hors de combat, force les autres à la fuite, précipite la chute de Perpignan et la conquête du Roussillon. Le 4 septembre 1643, Maillé-Brézé livre de nouveau bataille à la flotte espagnole au cap de Gate, près de Carthagène. C'est de nouveau une écrasante victoire. Elle coûte aux Espagnols 4 galions dont le vaisseau amiral de Naples (160 canons) et assure à la France la maîtrise presque absolue de la Méditerranée occidentale, à peu près au moment où est obtenue à terre la grande victoire de Rocroi. Mazarin fait graver aussitôt une médaille portant ces mots : Omen imperii maritimi (le « présage de la mer »).
En 1642, le décompte des navires en opération en Méditerranée nous donne une marine royale disposant d'une soixantaine de vaisseaux et de 22 galères. Il est commun de dire que cette politique navale s'essouffle ou « décline » après la mort de Richelieu (1642) et de Louis XIII (1643). La réalité est plus complexe. Mazarin, qui prend les rênes du pays pendant la minorité de Louis XIV est trop fin diplomate pour négliger la guerre navale, mais doit tenir compte des difficultés financières du pays et de ses problèmes intérieurs. La guerre se poursuit en 1644-1645 sur les côtes catalanes et l'effort naval reste soutenu au moins jusqu'en 1646, date à laquelle on trouve une importante flotte française sur les côtes italiennes. Une grosse opération de débarquement a lieu en Toscane (mai), suivie d'une bataille à Orbitello (juin), où Maillé-Brézé — qui trouve la mort dans l'opération — engage 16 vaisseaux, 20 galères et 8 brûlots contre les 24 vaisseaux, 20 galères et 10 brûlots espagnols. En 1647, les Français sont victorieux à Castellamare, mais c'est un succès sans lendemain car on ne parvient pas à soutenir les Napolitains en révolte contre l'Espagne. À partir de cette date, la suite des opérations relève plus de la guérilla navale que des grands engagements, mais montre que la France entend garder le contrôle de la Méditerranée occidentale qu'elle a durement arraché à l'Espagne. Guérilla navale dans laquelle excelle le Chevalier Paul : il lance en 1647 un raid sur Naples avec 6 vaisseaux et détruit, en 1649, dans les mêmes eaux, 5 vaisseaux et 5 galères espagnoles. En 1650, il disperse une division espagnole au large de la Corse, protège un débarquement à Castellamare en 1654, et combat à la tête d'une division devant Barcelone en 1655. L'action du Chevalier Paul, largement individuelle, s'est révélée décisive pour la survie du contingent français débarqué en Toscane.
La guerre civile de La Fronde (1648-1653) limite donc les efforts navals à de petites opérations en Méditerranée, alors que l'essentiel pour obtenir la victoire finale se joue maintenant ailleurs, dans la Manche et les Pays-Bas espagnols. Les Espagnols profitent même de la Fronde et de l'essoufflement français dans l'Atlantique pour établir sur Bordeaux et La Rochelle un blocus qui dure jusqu'en 1652. Il faut, pour achever la guerre, se résoudre à avoir recours à l'alliance anglaise, la Hollande étant sortie du conflit en 1648. Signée en 1657 entre Mazarin et Cromwell après de longues et tortueuses négociations, elle permet de faire tomber les places espagnoles du littoral (Dunkerque, Gravelines, Bergues, Furnes, Dixmude…), les Français assurant le blocus terrestre et les Anglais le blocus naval. Alliance qui se paye après la bataille des Dunes par la cession de Dunkerque à l'Angleterre (1658), cette dernière estimant essentiel pour sa sécurité la pleine maîtrise des eaux devant Londres, et considérant avec de plus en plus de méfiance la montée en puissance de la France dans la région.

### Premier bilan: une marine combative, mais qui reste secondaire
Cette première marine royale sortie presque de nulle part affiche donc un bilan plus qu'honorable. Elle s'est montrée très combative, presque tous les engagements contre la flotte espagnole ayant été victorieux, même lorsque Mazarin a été contraint de réduire l'effort naval à peu de choses. Il convient cependant de replacer tous ces efforts dans un contexte national et européen plus vaste. Pour la monarchie française, cet engagement maritime a toujours été secondaire, la priorité allant aux opérations terrestres qui bénéficient de l'essentiel des budgets. Desserrer l'étau des Habsbourg d'Espagne et d'Autriche, préoccupation essentielle des rois de France depuis François Ier, a toujours été pensé et entrepris dans un cadre continental et terrestre, pas dans un cadre naval, ce qui n'en rend que plus méritoire les efforts de Richelieu pour changer ce tropisme. Les efforts français sont aussi limités pour l'essentiel à des opérations côtières et méditerranéennes, alors que les Espagnols gèrent depuis le XVe – XVIe siècle, avec la conquête des Amériques, des espaces navals bien supérieurs.
Cette jeune marine est une force secondaire par rapport au développement fantastique des flottes de guerre anglaises et hollandaises. Quant à la guerre franco-espagnole, c'est sur le plan naval une affaire elle aussi seconde par rapport à la guerre d'indépendance hollandaise (1568-1648), dite de « quatre-vingts ans », qui voit les Néerlandais se lancer à l'assaut des convois espagnols jusque dans les Antilles et prendre la place des Portugais dans l'océan Indien. La soixantaine de vaisseaux et la vingtaine de galères dont dispose la France en 1642 apparaissent bien limités face aux gigantesques flottes anglaises et hollandaises qui s'affrontent de 1652 à 1654 pour la maîtrise de la Manche et de la mer du Nord. À la bataille de Portland, les Néerlandais alignent 73 vaisseaux contre presque 80 côté anglais. À celle de Schéveningue, les deux adversaires passent à 100 navires contre 120… Même l'Espagne, qui brûle les dernières cartouches de sa puissance mondiale, aligne encore des flottes supérieures pour protéger ses convois de métaux précieux où pour ravitailler ses positions. En 1639, malgré les premières victoires françaises, une grande escadre de 77 vaisseaux portant 1 700 canons (soit une puissance de feu supérieure à celle de l’Invincible Armada de 1588) quitte La Corogne pour aller porter des renforts aux Pays-Bas espagnols. L'escadre du Ponant ne parvient pas à l'intercepter.
À la fin des années 1640, Mazarin, rattrapé par les problèmes intérieurs et le poids de la guerre continentale a été contraint de réduire le budget de la marine à la portion congrue et à se tourner, on l'a vu, vers une courte alliance anglaise pour achever le conflit. Il nomme en 1651 César de Vendôme grand maître de la Navigation, charge qui reviendra à son fils cadet Louis de Vendôme duc de Beaufort en 1665 jusqu'à sa mort en 1669. Mazarin réussit malgré tout à préserver un embryon de flotte. À sa mort, en 1661, la marine compte une vingtaine de vaisseaux et quelques galères, avec un noyau d'officiers compétents, et on note même un petit effort de construction en 1657-1658. Mais le littoral français est plus ou moins à l'abandon. Signe qui ne trompe pas, les « Barbaresques » se sont réinstallés aux îles d'Hyères d'où ils lancent des raids meurtriers. Beaucoup de marins s'en vont servir dans les flottes étrangères. Pour l'essentiel il faut donc tout reprendre. Ce sera l’œuvre des Colbert père et fils avec le soutien de Louis XIV.

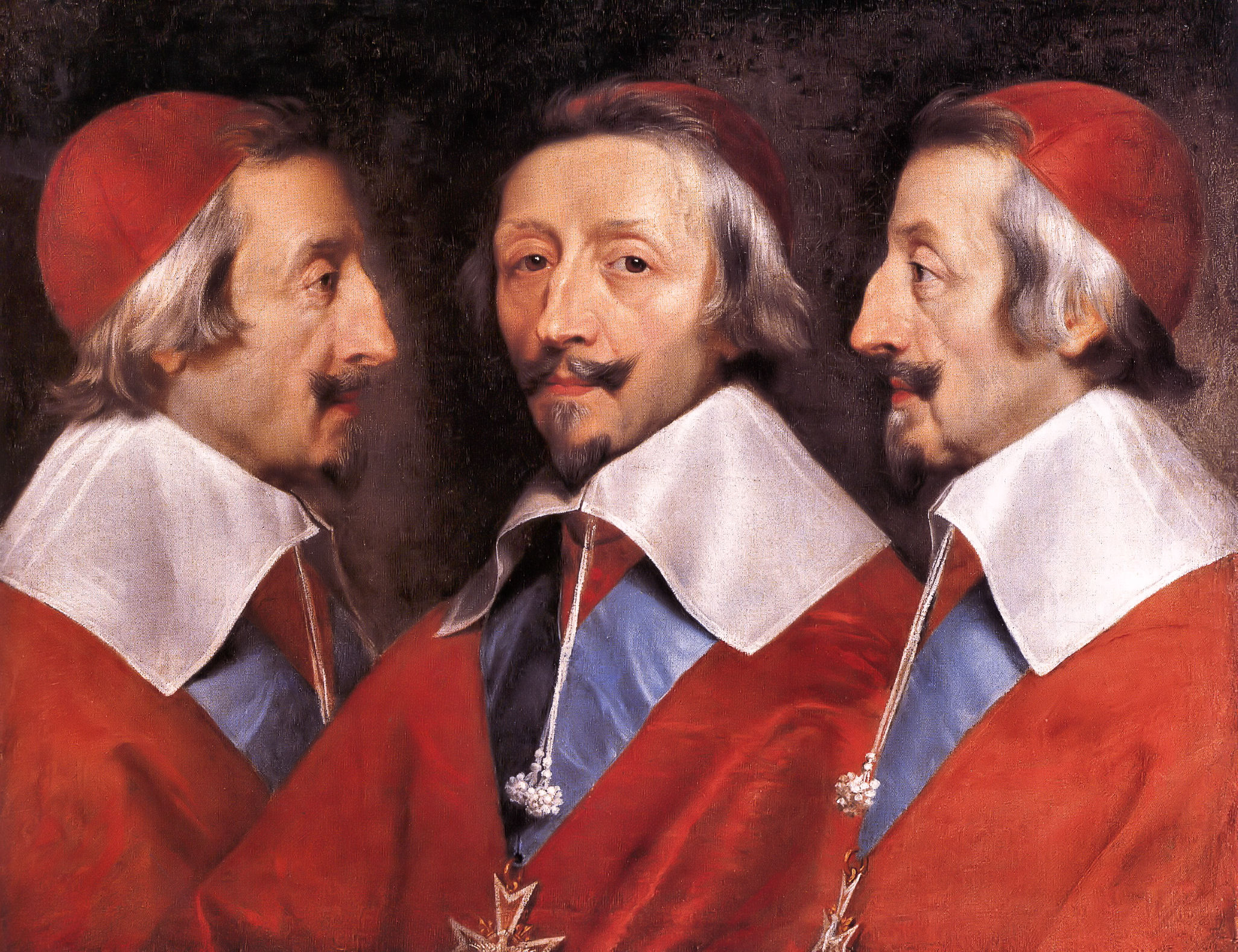
Le cardinal de Richelieu jette les premières bases administratives, techniques et humaines de la marine royale à partir de 1624.
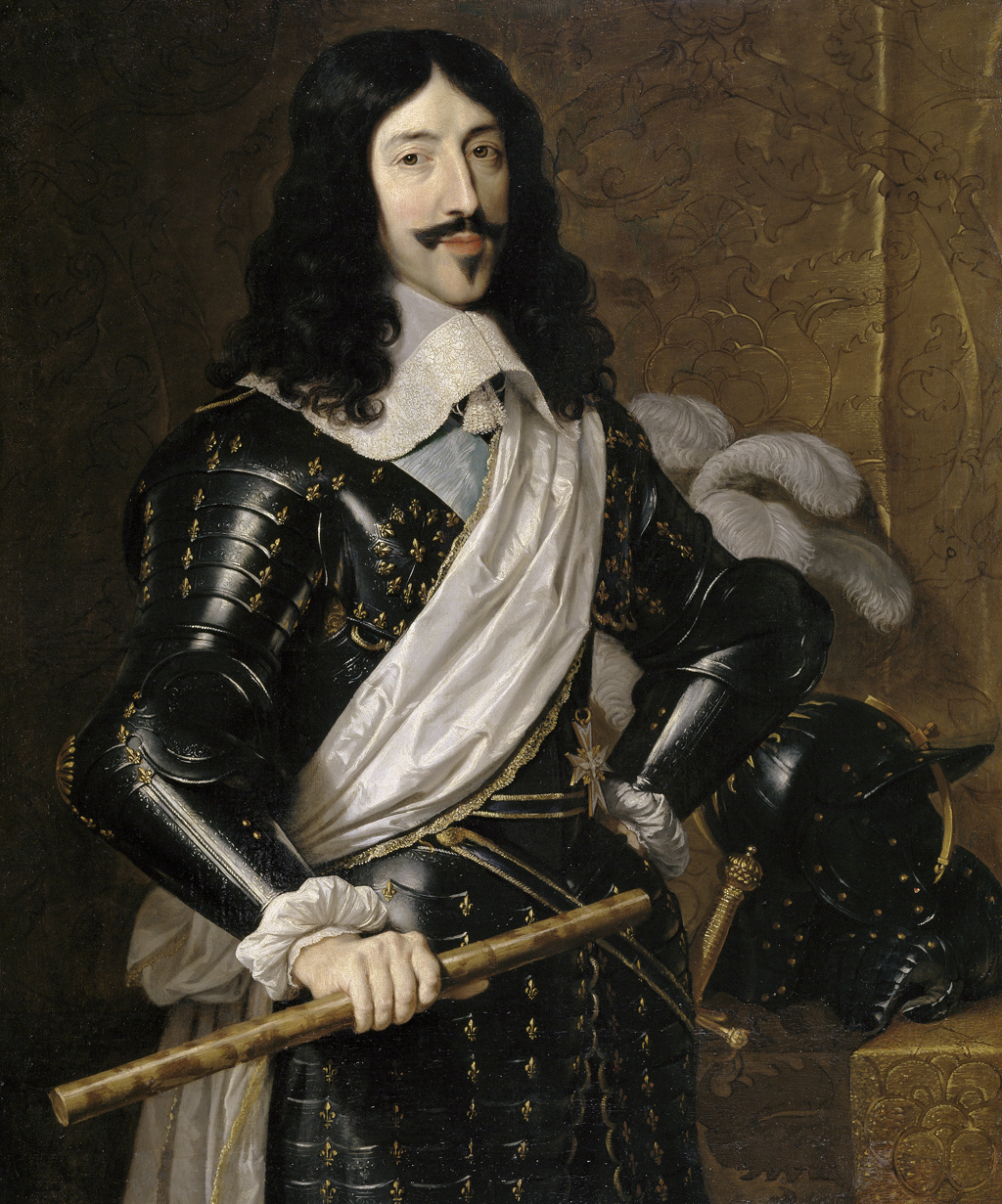
Louis XIII est peu sensible aux questions navales, mais appuie la politique de Richelieu par souci de renforcer la puissance de son royaume.
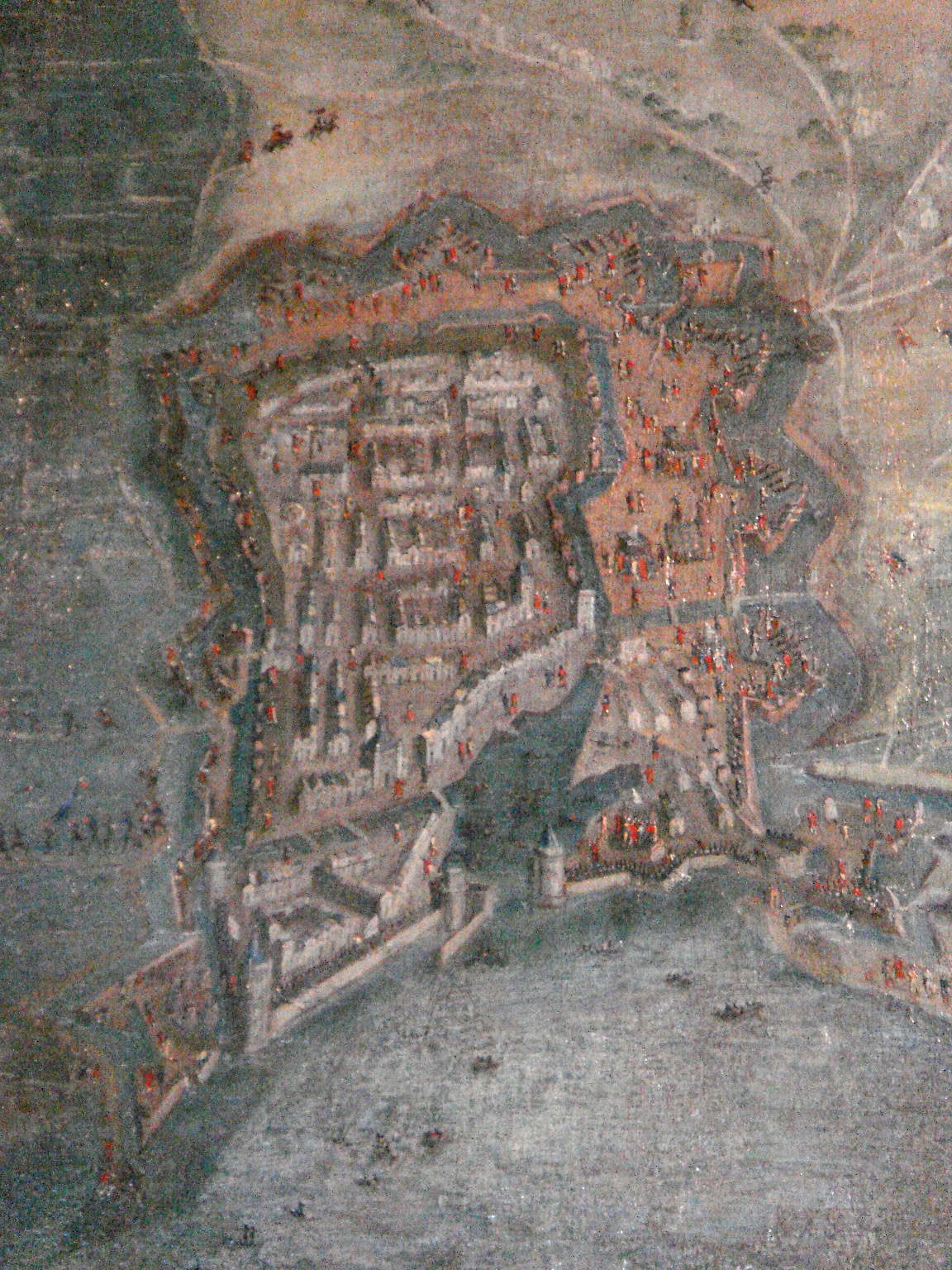
Le siège de la Rochelle est la première épreuve de la jeune marine royale : elle doit participer au blocus de la ville que cherche à faire lever la Royal Navy.
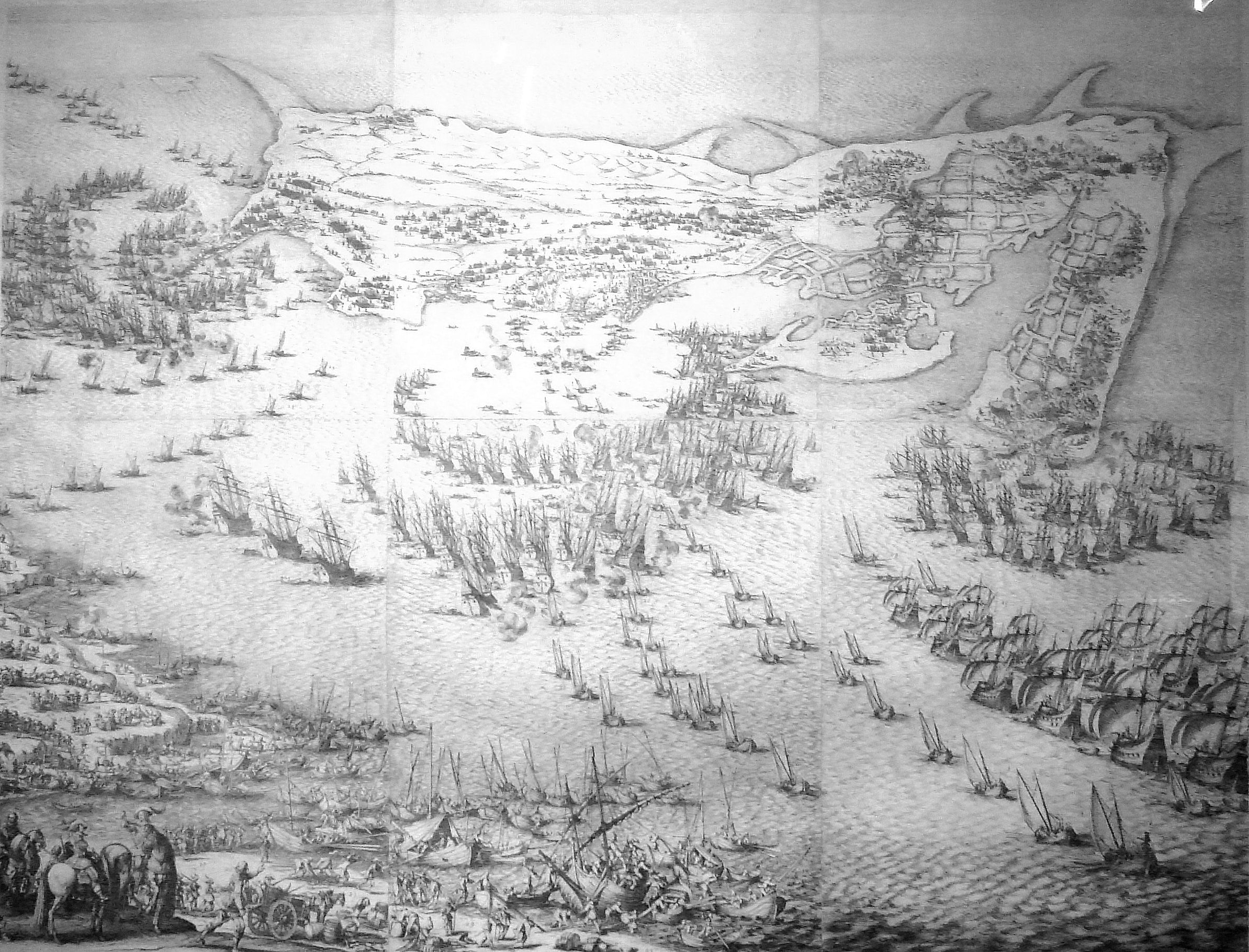
Le débarquement anglais sur l'île de Ré en 1627 pour soutenir La Rochelle est un échec, tout comme les tentatives pour faire lever le siège de la ville.
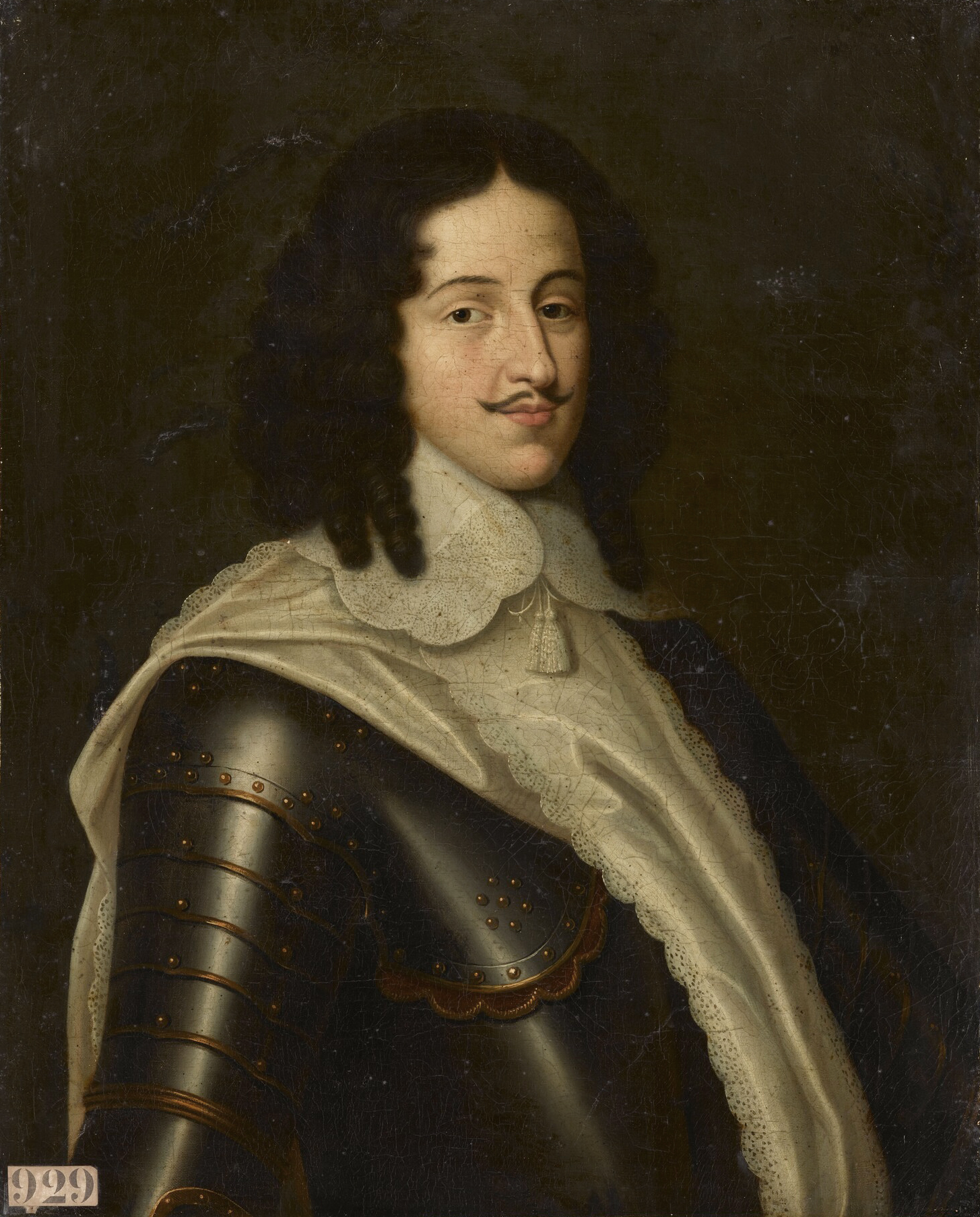
La marine joue un rôle important contre l'Espagne, grâce à l'action d'hommes comme Maillé-Brézé (ci-dessus), Sourdis ou le Chevalier Paul.
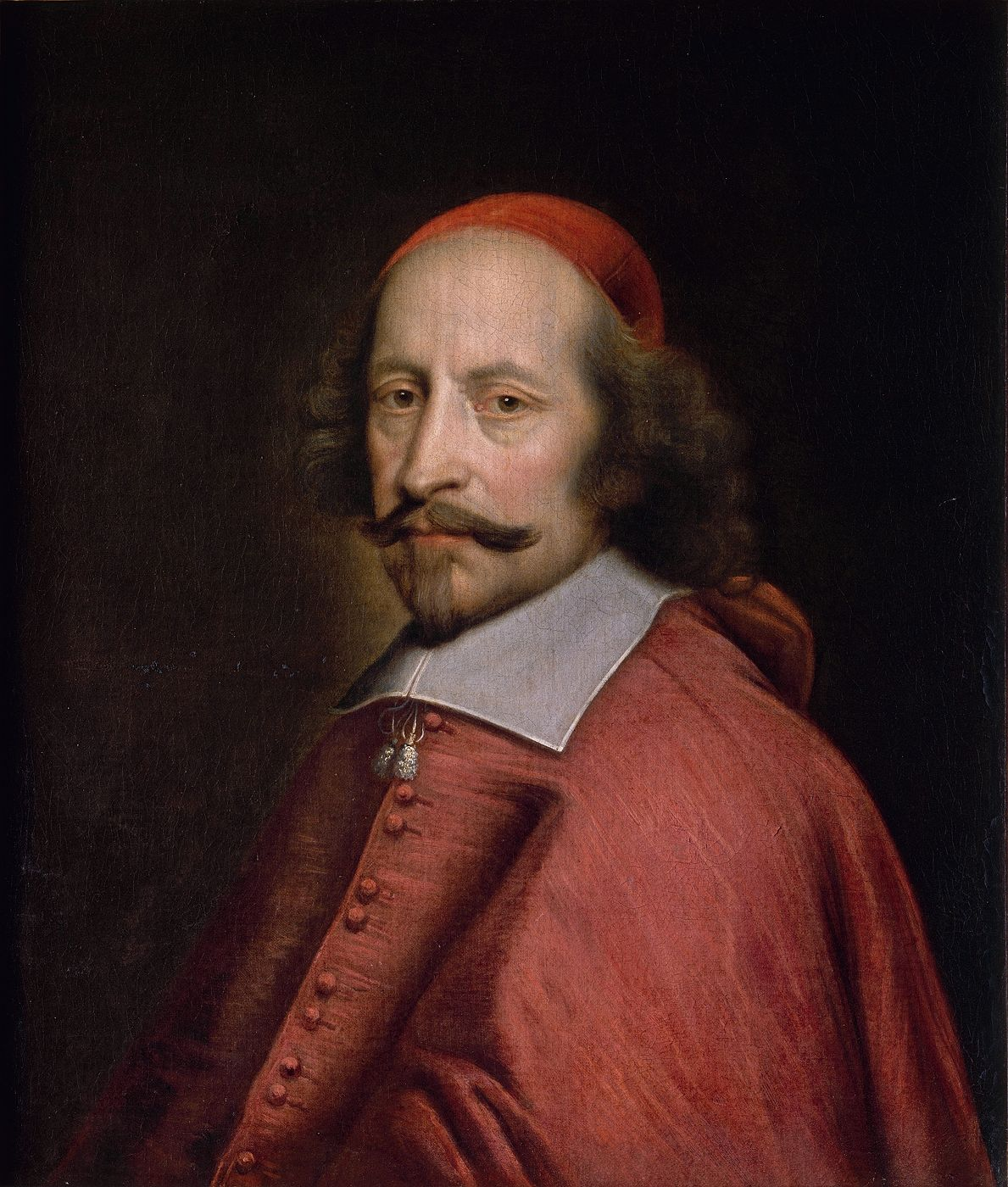
Sous Mazarin, l'effort naval se limite à de petites opérations en Méditerranée, à cause des difficultés financières et de la guerre civile.

## La marine de Louis XIV (1661-1715)
Le roi et Colbert doivent presque tout créer : une grande marine ne peut se concevoir sans chantiers navals, un réseau d'approvisionnement en bois de construction, des fonderies pour les canons, des corderies, des manufactures de toiles, un recensement des gens de mer pour fournir des matelots… et le nerf de la guerre, c'est-à-dire beaucoup d'argent. Louis XIV et Colbert doivent aussi composer avec une opinion publique indifférente aux questions navales, et même hostile dans une large partie des élites nobiliaires et marchandes, pour qui l'investissement le plus sûr est dans la terre, pas dans le grand commerce colonial. Les rois de France vivent aussi en permanence sous le poids d'un puissant « lobby continental » qui estime que l’armée de terre et la diplomatie en Europe sont plus importants que l’aventure coloniale et navale, comme le résument deux des principaux historiens de la marine française, Jean Meyer et Martine Acerra :

« Il existe une différence fondamentale entre la France et l’Angleterre, différence qui marque de son empreinte toute la stratégie navale française du XVIIIe siècle. L’Angleterre n’a qu’une frontière, maritime, à défendre. La France en possède deux d’égale importance : une terrestre et une maritime. Les relations internationales, les alliances de famille, les rivalités entre Habsbourg et Bourbon expliquent le choix politique français de se soucier plus des possibles invasions sur ses franges de l’Est, que de tenter la conquête des mers. La ceinture de fer de Vauban, appuyée sur le réseau de villes fortifiées, n’a pas d’équivalent maritime, même si les bastions de la mer émaillent le littoral. La sécurité terrestre vient en premier et bénéficie toujours de moyens adaptés, tandis que la défense des côtes et des territoires d’outre-mer doit se contenter de budgets toujours inférieurs à ceux de terre, excepté durant la guerre d’Indépendance américaine. »

Compte tenu de ce tropisme terrien, les efforts du règne de Louis XIV n'en sont que plus méritoires. Les recherches menées ces trente dernières années montrent cependant qu’en raison de la longueur du règne et des bouleversements de la conjoncture nationale et internationale il convient de distinguer trois grandes périodes dans la vie maritime et coloniale française de 1661 à 1715, lesquelles correspondent grossièrement à trois marines et trois politiques maritimes : celle de Colbert (1661-1683), celle de Seignelay (1683-1690) et celle des Ponchartrain (1690-1715). L’œuvre de Colbert est d’une telle ampleur qu’elle a pu faire négliger l’action de ses successeurs. C’est une erreur. Cependant, il convient de présenter cette première période navale en détail avant de traiter à part les deux autres en s’interrogeant d’abord sur la part prise personnellement par le roi dans les choix navals du règne.

### Louis XIV, roi de mer?

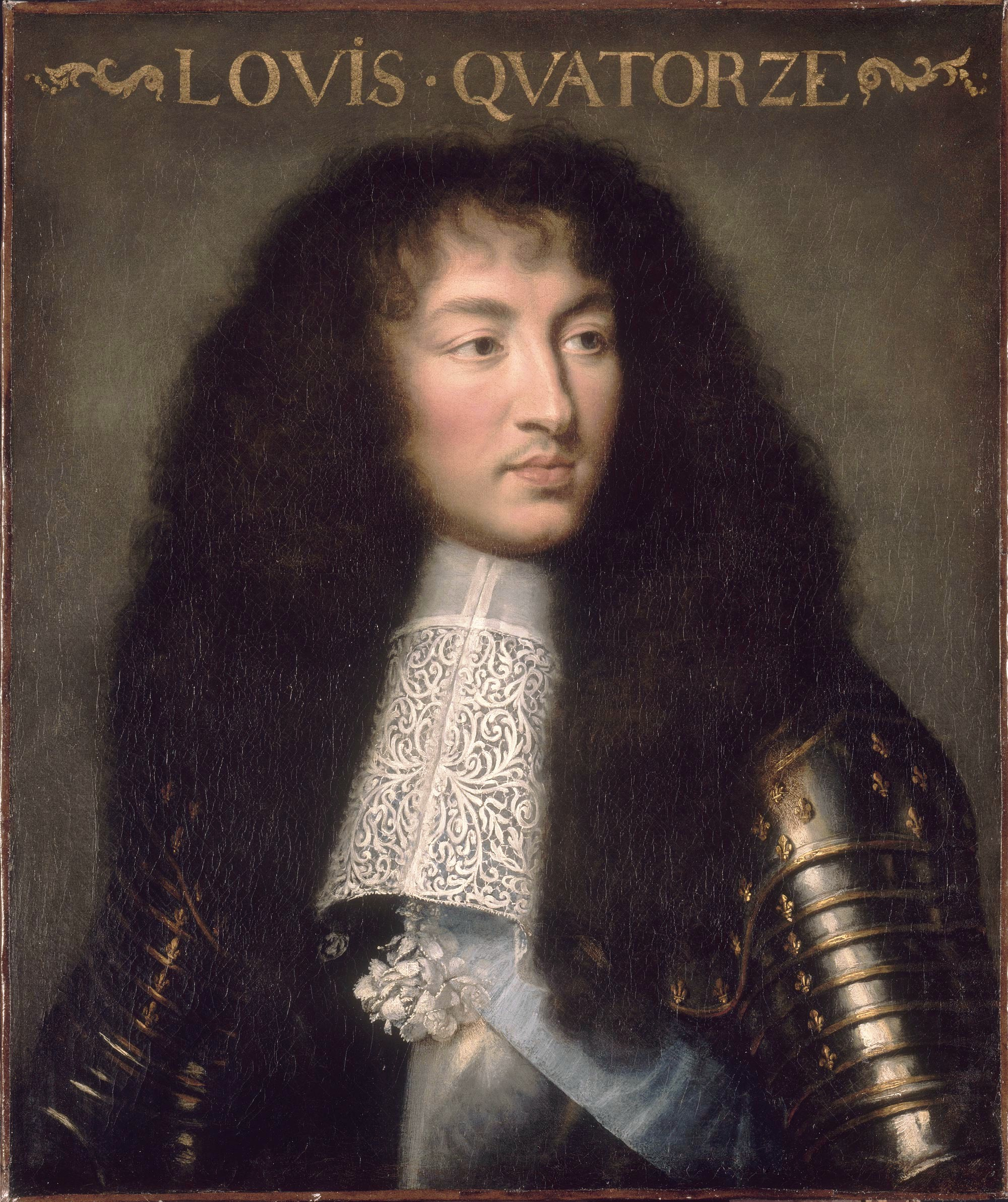
Louis XIV en 1661, au début de son règne. À son avènement, le jeune roi a déjà visité nombre de ses ports.

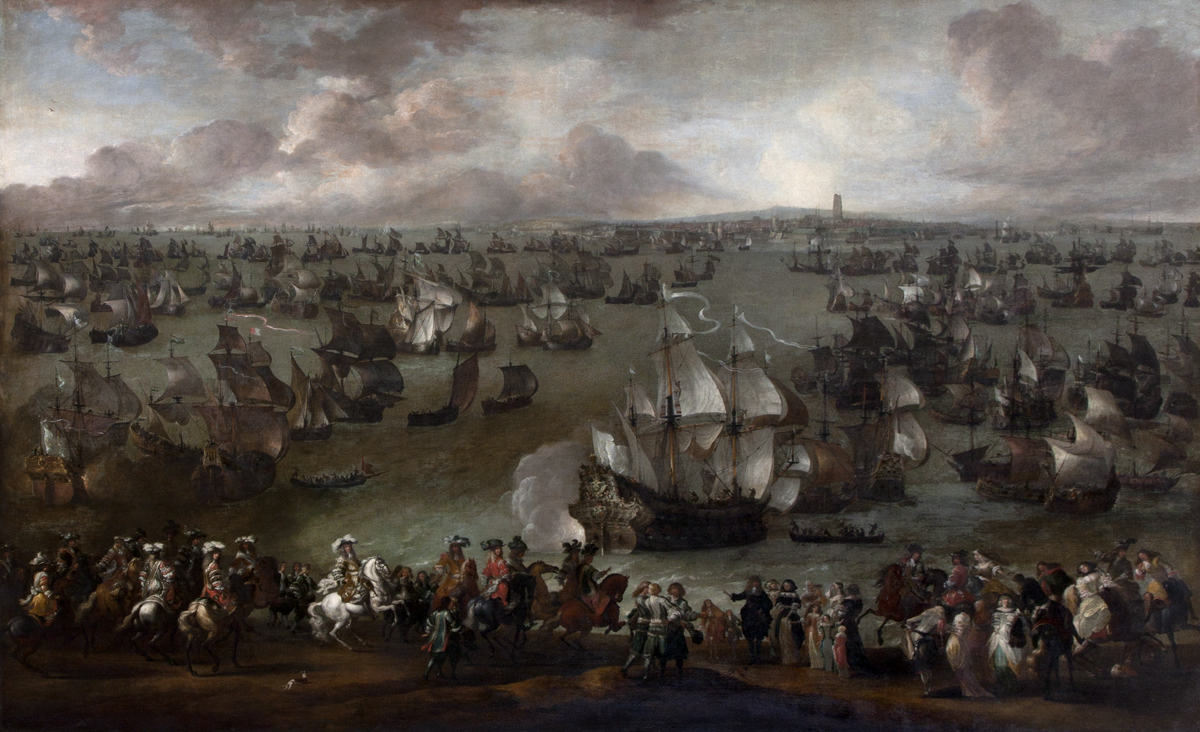
Louis XIV passant sa flotte en revue à Dunkerque en 1680. Bien que de culture terrienne, Louis XIV ne méconnaît pas les affaires navales et soutiendra constamment le développement de sa marine.

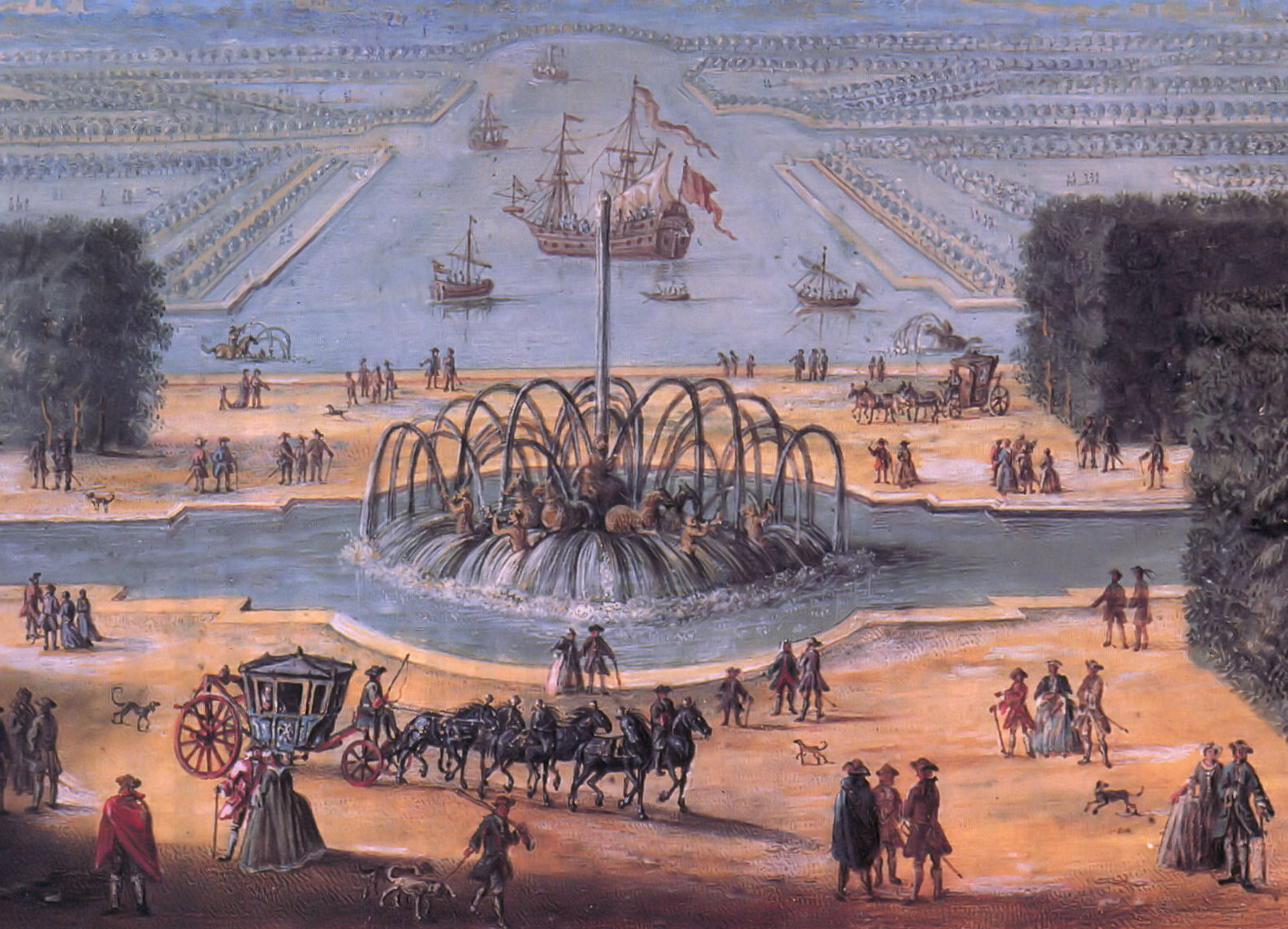
Le bassin d'Apollon avec en arrière-plan la flottille du Grand Canal de Versailles. Ses navires ne sont pas là uniquement pour le plaisir royal. Il s'agit souvent de modèles réduits expérimentaux destinés à être construits pour la flotte de guerre.

Les historiens discutent encore de l’intérêt réel de Louis XIV pour la mer, tant il est vrai que le « roi Soleil » semble avoir vécu, en ce domaine, presque totalement dans l’ombre de Colbert, son entreprenant ministre de la Marine. Deux des principaux biographes du roi émettent, à quelques années d’écart, des jugements très différents. C’est ainsi que François Bluche estime en 1986 que :

« La carrière même de Colbert montre parfaitement l’intérêt profond porté par Louis XIV à la marine, puisque l’élargissement des pouvoirs du ministre en ce domaine est un des actes importants du premier semestre du règne. L’intérêt passionné du Roi pour Dunkerque, acheté à l’Angleterre en 1662, visité par Sa Majesté en 1680, n’est pas seulement militaire, politique et religieux. Il est naval. Alors que, de 1661 à 1683, Colbert a bien travaillé en tête-à-tête avec son maître, pour les questions navales, au moins quatre mille heures, comment tant d’auteurs peuvent-ils répéter que Louis XIV ne s’intéressait que peu aux choses de la marine ? (…) Comment Colbert, même favorisé par sa qualité de contrôleur des finances, aurait-il pu dépenser autant d’écus, équiper et fortifier les ports et arsenaux, construire autant de navires de guerre, bouleverser tant d’habitudes, tourmenter tant d’officiers et de marins, sans l’accord, l’appui, la solidarité et même la constante complicité de son roi? »

Mais en 1995 Jean-Christian Petitfils lui donne cette cinglante réplique :

« Contrairement à Richelieu, Louis ne fut jamais vraiment persuadé de la double vocation maritime et continentale de la France. Certes, l’œuvre accomplie par les Colbert (père et fils) le fut avec son consentement, mais qu’en aurait-il été sans eux et leur obstination à ramer contre vent et courant ? Sans doute le roi tirait-il grande fierté de la magnificence de ses escadres, mais les affaires maritimes lui restaient étrangères. Colbert le supplia maintes fois de visiter ses ports, d’inspecter ses vaisseaux : il préférait ses régiments. Pour l’intéresser, on lui présenta à Versailles sur le Grand Canal la maquette des principaux bâtiments de la flotte. Seignelay fit même assembler sous ses yeux un modèle réduit de galère. En vain ! En 1680, à Dunkerque, Louis monta pour la première fois sur un vrai vaisseau. On se fit un plaisir de lui laisser commander toutes les manœuvres, de la mise à la voile jusqu’au branle-bas de combat. Il fut impressionné par l’ordre et la discipline des matelots. Hélas, rien ne changea ! Né terrien, Louis resta terrien, persuadé que la grandeur ne peut s’acquérir sur mer. Cette incompréhension sera l’un des points faibles du règne et la source de futures déconvenues… »

Qui croire ? Si on suit jusqu’au bout le raisonnement de Jean-Christian Petitfils, la marine n’aurait été qu’une lubie des Colbert, le roi les ayant laissé faire dans l’indifférence, à l’image d’ailleurs de l’opinion générale marquée par une culture complètement terrienne et continentale. Cette explication parait un peu courte lorsque sont examinés attentivement les faits et gestes du roi. Louis XIV, de son propre aveu, reconnaitra ne pas avoir mesuré pendant les quinze premières années de son règne ce que représentait une politique navale sur le plan financier comme sur le plan logistique. Mais ses contemporains (et ennemis pour certains), Charles II et Jacques II d’Angleterre, les frères de Witt puis Guillaume d’Orange en Hollande sont d’excellents connaisseurs des questions maritimes. Patrick Villiers fait remarquer que Louis XIV va alors acquérir progressivement – par la force des choses, c'est-à-dire la guerre – une bonne connaissance des choses de la mer. Chaque vendredi, il préside scrupuleusement le conseil de Marine où il se tient informé de tout. Il suit chaque année le détail des armements, surveille les plans d’opération, reçoit volontiers les plus grands marins et défend sa marine dans les périodes difficiles.
Michel Vergé-Franceschi, qui a étudié la jeunesse de Louis XIV, note qu’il a été confronté sept fois à la mer avant sa prise de pouvoir effective (1661) et que, à la différence de l’écrasante majorité de ses contemporains, il savait nager. Il découvre la mer à l’âge de 9 ans, en 1647, à Dieppe, où est simulé pour lui un combat naval. Il monte aussi sur l’un des quatre vaisseaux de Duquesne qui arrive de Suède avec un chargement de canons et d’agrès. En 1650, à 11 ans et demi, il visite Bordeaux et fait une petite croisière sur l’un des nombreux bâtiments de l’armée navale qui s’y trouve concentrée. En 1658, à 19 ans et demi, il découvre Dunkerque, la cité corsaire qui vient de tomber après la bataille des Dunes. En 1659, à 20 ans, il visite Brouage autrefois développé et fortifié par Richelieu. En 1660, il découvre le plus grand port de son royaume, Marseille, qui vient de se soumettre à son autorité, puis Toulon où il est magnifiquement reçu par le commandant du port, le chevalier Paul. Cette même année, il épouse dans le port de pêche de Saint-Jean-de-Luz la princesse Marie-Thérèse qui arrive d’Espagne. En 1661, Louis XIV est à Nantes lorsqu’il ordonne l’arrestation de Fouquet puis fait en 1662 une entrée solennelle à Dunkerque qui vient d’être achetée aux Anglais. En 1669, il visite une nouvelle fois Marseille et en 1680 entre à Dunkerque pour la troisième fois et reste plusieurs heures sur l’Entreprenant pour y suivre les exercices navals (auxquels fait référence Jean-Christian Petitfils). Louis XIV a donc parcouru onze fois le littoral et visité nombre de ses grands ports, alors que ses successeurs ne verront la mer qu’une fois pendant leur règne.
Quant au Grand Canal de Versailles, Michel Vergé-Franceschi estime que « son interprétation se doit d’être différente de la vulgate ordinaire » : ce n’est sans doute pas Colbert qui a voulu imposer cette flotte au roi pour tenter de l’amariner. C’est plutôt Louis XIV qui a pu vouloir sa « petite Venise » comme Tibère avait eu ses trirèmes de plaisance sur le lac de Nemi. Le Grand Canal, qui peut être admiré depuis la terrasse du château, offre aux yeux des ambassadeurs et des étrangers une flotte miniaturisée qui leur montre — au cœur de l’Île-de-France — que l’avenir du pays est peut-être aussi « sur l’eau ». Le Grand Canal a un aspect ludique (participation aux fêtes, illuminations, concerts, mini-croisières…), mais c’est une erreur que de ne voir sur ses eaux qu’un flotte d’opérette aux embarcations de fantaisie. Ce sont de vrais bateaux car ces modèles réduits flottent et sont équipés d’une authentique artillerie. Le Grand Canal est aussi un centre d’expérimentation : c’est là que l’ingénieur Massiac de Sainte-Colombe essaie en 1673 le premier navire à aubes. C’est là qu’arrive aussi en 1675, en provenance d’Angleterre, via Le Havre, le maître Deane, constructeur anglais, avec ses yachts peints et sculptés par des artistes français dépêchés outre-Manche d’après des dessins de Le Brun (c’est l’un des rares exemples de coopération franco-britannique). C’est là encore que le Napolitain Pangallo construit une mini-frégate dont le gabarit est adopté pour les vaisseaux de ligne. En 1681, naviguent sur le Grand Canal « la plupart des différentes espèces de bâtiments dont on se sert à la mer ». Il ne manque que la galère. Colbert en commande une à Marseille. Duquesne et Tourville sont requis pour faire partie d’un jury qui doit animer la compétition entre les charpentiers de marine pour renouveler les modèles réduits détériorés. D’où la promotion de Biagio Pangallo qui construit l’Ardente, armée — en vrai — contre Alger en 1682 à la demande de Tourville.
Sans aller aussi loin que l’analyse de Michel Vergé-Franceschi, on peut en déduire que la conscience maritime de Louis XIV était à mi-chemin de ce qu’en disent François Bluche et Jean-Christian Petitfils : Louis XIV était de profonde culture terrienne, comme tous les Français de cette époque, mais il s’est sincèrement intéressé aux questions navales, s’est formé plus ou moins bien en visitant les ports dans sa jeunesse, puis a approfondi le problème au fil des réunions hebdomadaires du conseil de Marine et des nécessités de la guerre contre les puissances navales (Hollande et Angleterre). Évolution qui correspond grosso modo à ce qu’en dit Patrick Villiers, lequel touche probablement du doigt la réalité de l’engagement maritime de Louis XIV. L’historien remarque aussi que c’est le roi qui choisit le pavillon royal et le nom de ses vaisseaux. En 1670, le pavillon de la « nation française » (dixit Louis XIV, lui-même) qui était bleu semé de trois fleurs de lys d’or passe au blanc. Les vaisseaux de guerre reçoivent seul le droit de l’arborer, car ils sont les seuls à avoir la force de défendre, avec leurs canons, ce symbole de l’État. En 1671, Louis n’hésite pas à débaptiser la totalité de ses navires et à leur donner un nom en conformité avec leur rang et l’idée qu’il veut montrer de sa gloire et de sa puissance. Nom qui sera repris au fur et à mesure de la disparition des unités.
Le roi ne voit plus la mer après 1680, soit les trente-cinq dernières années de son règne, ce qui a pu contribuer à entretenir l’idée qu'il se désintéressait de sa marine. Il fait de même avec ses frontières de l’est à partir de 1693, à 55 ans (ce qui lui a été aussi reproché). Louis XIV vieillissant dirigera jusqu’à sa mort ses escadres et ses régiments depuis Versailles. Pendant des décennies, le roi a accordé des crédits considérables à sa marine, même si ceux-ci sont toujours restés inférieurs à ceux dédiés à l’armée de Terre. Il faudra attendre 1708 pour voir chuter l’effort naval français avec l’arrêt complet du lancement de vaisseaux. Un choix fait sous la pression de la situation financière catastrophique du pays à ce moment-là, et non parce que le roi se serait désintéressé de sa marine qui ne rencontrait pas les résultats escomptés. Sur l’ensemble du règne personnel de Louis XIV, 381 vaisseaux et frégates sont sortis des arsenaux français. Il est absolument inimaginable de penser qu’autant de bâtiments aient pu être lancés sur une aussi longue période simplement par la volonté d’un ou deux ministres visionnaires ne bénéficiant pas du soutien actif du roi. Cet effort naval, est, en volume et en durée (54 ans), le plus important de toute l’histoire de France.

### L'ascension de Colbert

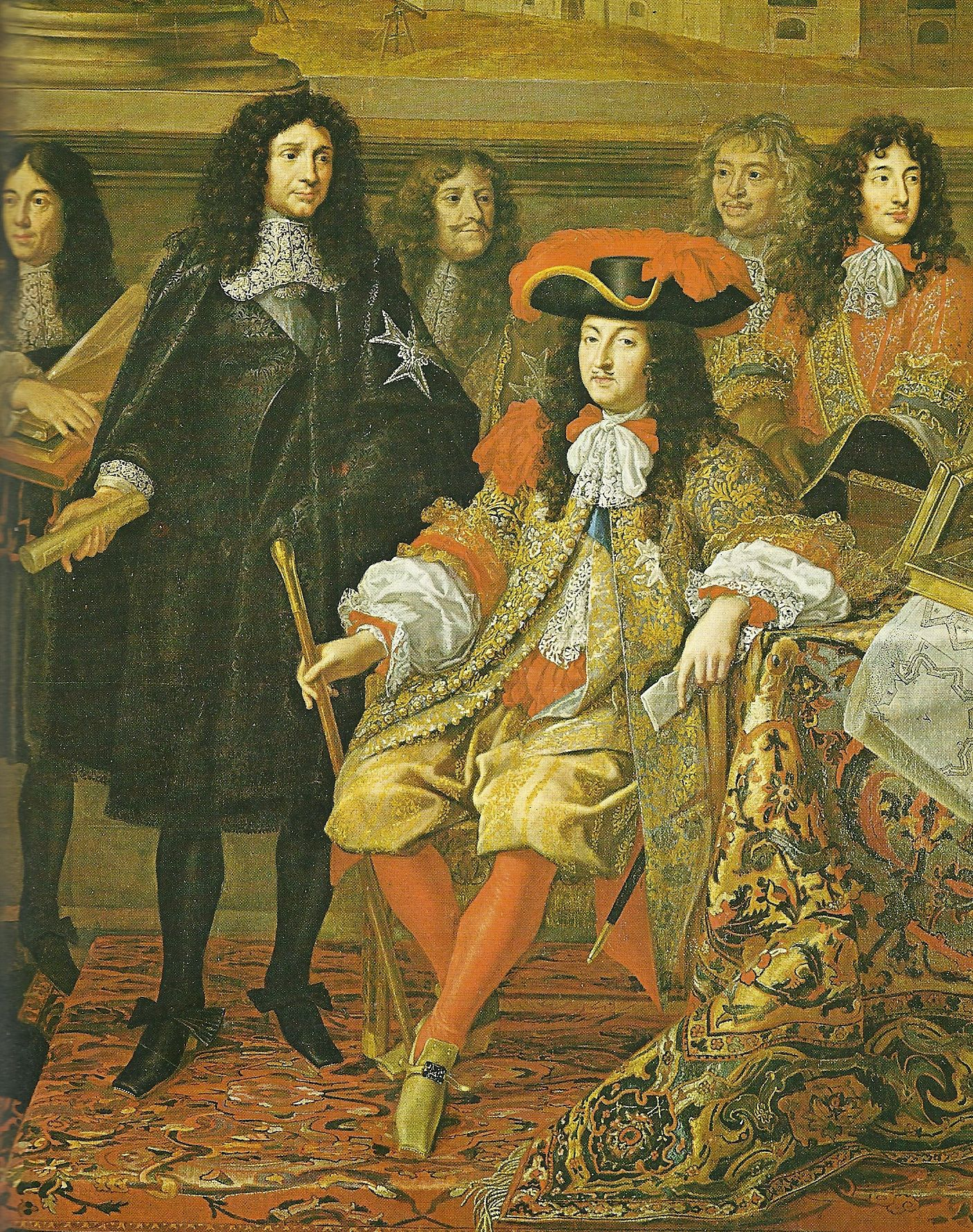
'Colbert (à gauche, en noir) au côté de Louis XIV. Le développement de la marine de guerre s'inscrit dans un vaste projet politique et économique visant à développer la puissance du royaume en Europe (détail d'un tableau d'Henri Testelin).

#### Colbert du service de Mazarin à celui de Louis XIV
Né à Reims en 1619, Jean-Baptiste Colbert est issu d’une longue lignée de marchands-négociants cumulant commerce local, régional et international et pratiquant les activités financières en tant que banquiers et changeurs, mais aussi au service du pour le roi (percepteurs, traitants). Rien ne prédestine Colbert à s’intéresser à la marine. 
C’est en entrant au service de Mazarin en 1651 comme intendant privé qu’il va se familiariser avec le système des finances royales et découvrir les questions navales. Ses connaissances propres sont ensuite nourries par les réflexions de Fouquet sur le rôle du commerce maritime et par les doléances des ports. 
En 1661, au seuil de la mort, Mazarin recommande à Louis XIV de prendre Colbert à son service. Pour le jeune roi, ce n’est d'ailleurs pas un inconnu. « Louis XIV et Colbert partagent le même acharnement au travail, le même souci de l’information, le même goût de la grandeur du royaume. Le roi apprécie le grand commis zélé et fidèle qu’il côtoie depuis son enfance ballottée par la Fronde. Colbert vénère ce jeune souverain, son cadet de dix-neuf ans, dont il se veut l’éducateur respectueux et compétent en matière de marine. Mais, y compris au moment où il cumulera les plus hautes charges du royaume, Colbert n’oubliera jamais qu’il n’est qu’un informateur privilégié et écouté du roi qui conserve seul le pouvoir de décision ».

#### Ses conceptions économiques
Colbert admire Richelieu (mort en 1642) dont il veut reprendre la politique, laquelle mêle grandeur politique et interventionnisme économique. Les idées économiques de Colbert sont, pour l’essentiel, issues du mercantilisme. Colbert estime que la quantité de métaux précieux étant constante dans le monde, seul le commerce et ses échanges génèrent la richesse d’un État, en faisant entrer des espèces à l’intérieur du pays. Il « suffit » donc de s’appuyer sur quelques procédés simples pour parvenir à assurer cette rentrée de numéraire. 
La nation qui domine alors le commerce international sont les Provinces-Unies (« Hollande »), qui ont bâti leur richesse sur leur rôle de « roulier des mers », redistribuant les denrées de toutes origines, depuis les Indes jusqu’à l’Europe du Nord. Les Provinces-Unies ont peu de ressources matérielles et ne transforment pas les matières premières qu’elles reçoivent. Elles se contentent, selon le mot de l’historien Fernand Braudel, d’être « l’entrepôt et le banquier du monde ». 
En revanche, la France, pays très peuplé, bénéficie d’importants surplus agricoles dont la vente peut lui apporter des ressources. Le moyen de s’imposer face aux autres pays est d’instaurer un système protectionniste favorisant le commerce français, d’organiser un système économique ouvert sur l’étranger par seulement deux voies : la première permet l’arrivée en France de matières premières qu’elle ne produit pas, la seconde permet l’exportation de la production agricole et de produits manufacturés français. Le système prévoit un minimum d’importations indispensables, pratiquées autant que possible par des marchands français, et un maximum d’exportations générant des rentrées de numéraire. 
Pour fonctionner, ce système suppose plusieurs conditions. Il faut que l’État soit maître de ses finances. Les besoins de la France et ses possibilités commerciales et industrielles doivent être connues pour asseoir les échanges à venir. Les négociants et armateurs français doivent être protégés et favorisés dans leur trafic international par l’exonération des taxes pesant sur les marchands étrangers. « Le projet est total » (Jean Meyer, Martine Acerra). Il va être nécessaire de repenser l’administration du royaume, de modifier la législation sur l’impôt et sur le crédit, d'entreprendre d’importants travaux d’équipement dans les ports, développer des manufactures, de créer des compagnies de commerce, de bâtir une marine de guerre capable de faire face à celle de la Hollande et de l’Espagne (l’Angleterre compte moins à ce moment). Louis XIV adhère à ce projet dont personne ne mesure encore les efforts qu’il va demander, même pour une réalisation partielle.

#### Sa prise en charge de la marine
Il est intéressant de constater que le prédécesseur de Colbert aux Finances, Nicolas Fouquet, a été condamné essentiellement sur des questions navales, et non, contrairement à ce qui a été longtemps dit, pour des détournement de fonds et un train de vie trop fastueux, affaires qui n’ont en fait servi que de prétexte à son embastillement). Fouquet, comme Colbert, s’est beaucoup intéressé au développement maritime et colonial du pays. Mais il a donné l’impression de vouloir se constituer, à Belle-Isle et autour de Vannes, un véritable fief naval, impression renforcée par des achats en Suède, pour son propre compte, de canons et de navires. Pour le jeune Louis XIV, marqué par la Fronde, il s’agit-là d’une menace inacceptable. Quelques mois après la mort de Mazarin (mars 1661), Fouquet est donc arrêté (5 septembre 1661), laissant sa place à Colbert qui a instruit le dossier d’accusation et qui apparaît comme un fidèle serviteur. 
Chargé officieusement de la marine en 1661, « membre du conseil du grand-maître de la navigation », « conseiller d’État, intendant des finances ayant le département de la marine », selon les termes de l’époque, Colbert rassemble peu à peu les plus importantes fonctions de l’État. En usant de prête-noms, il fait acheter les charges prestigieuses et onéreuses de vice-amiral de France (mai 1661) et de général des galères (juillet 1661) pour les retirer des mains de la noblesse. En 1664, il récupère la surintendance des bâtiments. En 1669, il obtient la charge de secrétaire d’État de la maison du roi, de Paris, du clergé et de la marine, officiellement cette fois.

#### Cumul des pouvoirs et impopularité
« Jusqu’à sa mort en 1683, Colbert va donc faire office de ministre des Finances, du Budget, de l’Économie, de l’Équipement, de l’Industrie, du Commerce, de la Culture, de la Marine, des Colonies, autrement dit rien ne lui échappe de l’organisation interne du royaume » (Jean Meyer, Martine Acerra). Seuls les secrétariats d’État à la Guerre (l’armée de Terre) et celui des Affaires étrangères sont confiés par le roi à d’autres hommes de confiance (le clan Le Tellier-Louvois pour le premier, Hugues de Lionne puis Arnauld de Pomponne pour le second). 
Cette accumulation de pouvoirs, associée à un caractère difficile, vaut à Colbert une grande impopularité. Pour les paysans, c'est l’homme des impôts. Pour la bourgeoisie, outre les impôts, c’est l’homme qui cherche à orienter l’épargne vers l’industrie et le commerce colonial, plutôt que vers la terre ou les charges anoblissantes, qui ont sa préférence. Pour la noblesse, qui partage les mêmes préventions que la bourgeoisie au sujet de l'utilisation de l’épargne, c’est un homme de basse extraction, avare, hautain, insociable, glacial. Madame de Sévigné le surnomme « le Nord », Guy Patin l’« homme de marbre ». Cette impopularité lui survivra, au point qu’après sa mort les historiens opposeront le « colbertisme » au libéralisme.

### L’œuvre de Colbert

#### Les enquêtes navales des années 1660

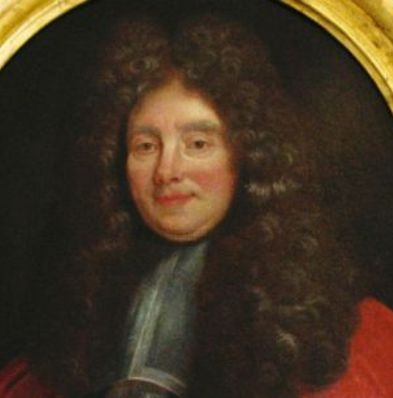
L'intendant de marine Michel Bégon. Ce cousin de Colbert administre Rochefort après Colbert du Terron. Jean-Baptiste Colbert mobilise toute sa famille et sa clientèle pour mener à bien sa politique navale (musée de la Marine).

Colbert reprend la politique de Richelieu en lançant une série d'enquêtes, véritables « audits » de la France du début du règne de Louis XIV. En 1664, c'est la grande enquête adressée aux intendants de province qui relance les essais de connaissance statistique sur le pays. En matière de marine, Colbert bénéficie de la précieuse collaboration de Le Roux d'Infreville qui avait travaillé pour Richelieu trente cinq ans auparavant sur le même sujet et dont les bases sont reprises. Il s'agit de connaître, à la moindre barque près, le nombre de navires capables de commerce ou de guerre, le type de trafic effectué, le nom des propriétaires, armateurs, capitaines, le nombre d'hommes embarqués, le type de navire, son origine géographique, son tonnage, etc. Cette enquête est complétée l'année suivante par celle sur les « havres et ports de France », qui décrit minutieusement la moindre portion du littoral français, les embouchures, les îles, les mouvements des marées, les rivières navigables, la nature des fonds, la profondeur des ports, leur configuration, etc. En peu de temps, Colbert dispose d'un véritable portrait de la France maritime qui lui permet de développer une marine de guerre, en navires comme en arsenaux et une marine de commerce avec création de compagnies à monopoles et incitation aux peuplement des colonies.
Ces enquêtes nous montrent un littoral français émaillé d'une multitude de petits ports à l'abri de la moindre baie, dans la plus petite anse. Elles témoignent du fourmillement de petites barques de moins de 50 tonneaux, trafiquant en sauts de puce d'un port à un autre. Ces enquêtes qualifient de « port de mer » des bourgades minuscules montrant ainsi l'importance accordée à la moindre activité maritime. Elles révèlent aussi l'existence d'agglomérations portuaires plus importantes dont les populations vivent de la pêche et du cabotage mais également des échanges avec les autres nations maritimes ou au-delà des océans. Sont ainsi décrits des ports tels Dieppe, Saint-Malo, La Rochelle, Bordeaux, Nantes, Bayonne dont l’ampleur des trafics annonce pour certains la fortune du XVIIIe siècle. La majorité de ces ports de commerce en cours de développement sont implantés sur des sites d'estuaire, bien protégés et bénéficiant des richesses productives de leurs arrière-pays. Brest, qui ne bénéficie pas de ces faveurs naturelles malgré sa belle rade, est décrite par les enquêteurs comme une bourgade misérable et très isolée.
Ces enquêtes préparatoires, tout comme la phase suivante de prise de décision et de développement des infrastructures navales, s'appuient sur un réseau de spécialistes reconnus, comme Duquesne ou le chevalier de Clerville, et sur les membres du « clan » familial, proches ou lointains du ministre. Colbert les installe aux postes clés, comme son cousin Charles Colbert du Terron, gouverneur de Brouage, puis intendant de la marine au pays d'Aunis, La Rochelle, Brouage et intendant de Rochefort en 1669. Tout est couvert. Cousins, neveux, frères, fils, gendres, alliés lointains occupent qui une intendance, qui un secrétariat d’État, qui une abbaye, qui une charge militaire. Michel Bégon, cousin de Colbert, est aussi intendant de Rochefort ; le bailli de Colbert, fils du ministre, fait une quadruple carrière militaire (dans l'ordre de Saint-Jean de Jérusalem à Malte, sur les galères du roi, dans la marine royale puis dans l'armée de terre) ; Charles Colbert de Croissy, frère cadet du ministre, est ambassadeur à Londres, puis secrétaire d’État aux affaires étrangères en 1679. Le marquis de Seignelay, fils aîné de Jean-Baptiste Colbert, collabore avec son père dès 1672, fait des voyages en Europe pour y observer tout ce qui relève des questions navales et lui succède en 1683. Ce réseau familial et professionnel formant une équipe solidaire d’administrateurs et d'officiers au service du roi est typique de la France d'avant 1789. Richelieu en usait de même en son temps. Tout le monde en profite aussi pour s'enrichir, ce qui là encore, est la norme à cette époque. Néanmoins, si la fortune personnelle n'est pas négligée, le « bien du service », la « grandeur de l'État », restent les motivations principales de ces hommes persuadés d'agir pour le bien du pays.

#### L'administration de la Marine
Sur le plan administratif, le trait fondamental de la marine française est la coupure en deux « corps » : l’épée ou Grand-Corps, faite d’officiers combattants réputés bien nés (ce qui n’est pas encore réellement le cas en 1660, voir plus bas) ; et la plume, faite d’officiers comptables et d’administrateurs réputés roturiers. Colbert privilégie la plume. Ce choix s’explique par le fait que le royaume sort à peine de la Fronde et le roi se méfie de la noblesse mal soumise. À cela s’ajoute la volonté –voire la manie– de Colbert de vouloir tout contrôler en plaçant ses fidèles aux postes clés (voir ci-dessus). Colbert, dans le règlement de 1674, repris plus tard dans l’ordonnance de 1689, donne donc à l’intendant de marine dans les grands « départements » (Toulon, Brest, Rochefort) l’équivalence des pouvoirs des intendants de police, justice et finances dans les généralités. L’intendant de marine est un « véritable proconsul naval qui est une pièce essentielle du système colbertien (…) c’est l’œil du ministre » qui contrôle absolument tout dans les ports-arsenaux, y compris le recrutement des équipages et le comportement des officiers généraux (Patrick Villiers). Cette hégémonie « civile » sur les militaires ne va pas de soi : les heurts sont nombreux entre les capitaines de vaisseau (« seul maître à bord après Dieu ») et les commissaires de marine qui vont et viennent sur les vaisseaux sans leur rendre de compte car ne dépendant pas d’eux. Duquesne, qui les exècre, cherche à les empêcher de monter à bord.
À l’échelon des ports, l’administration colbertienne va permettre à la marine de fonctionner même en cas de pénurie financière lors des longues périodes de guerre. Pour cela, les intendants vont contacter des emprunts auprès de riches armateurs et faire patienter les ouvriers des arsenaux et leurs familles lorsque les retards de paiement s’accumulent. La marine restera longtemps de toute façon, le domaine des « arrangements » : outre les emprunts qui s’ajoutent aux dépassements budgétaires, s’y ajoutent les dettes, les vols de matériaux (le bois, pris par les ouvriers pour se chauffer ou le revendre), les caisses noires et autres expédients. Ces faiblesses s’expliquent aussi par la rapidité avec laquelle cette administration se développe alors qu’elle doit gérer une variété extraordinaire de matériaux (bois, lin, chanvre, poix, goudron, fer, bronze) qui viennent de toute la France et d’ailleurs. Des responsabilités qui la pousse à s’« Européaniser » : c’est ainsi qu’elle dépêche en Suède des acheteurs de fer, canons, cuivre, mâts, chanvre, planches. La structure administrative mise en place par Colbert va perdurer sans changement à peu près un siècle (jusqu’au ministère de Choiseul).

#### Les trois grands ports de guerre: Brest, Toulon, Rochefort

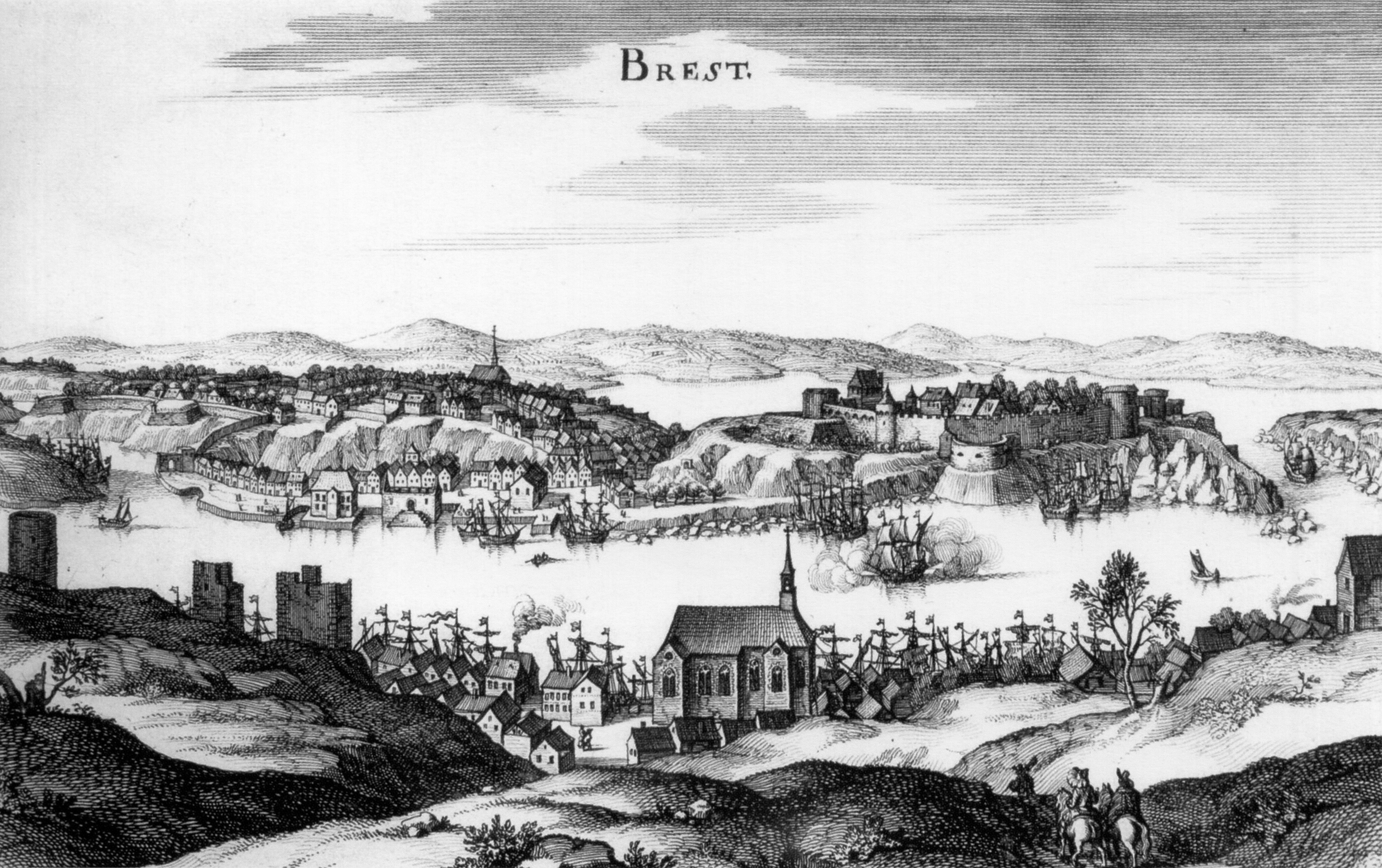
Brest vers 1640. La ville est décrite à cette époque par les enquêteurs royaux comme un « gueuserie », mais c'est l'un des rares ports français en eau profonde. Après beaucoup d'efforts, Colbert en fait l'un des trois grands arsenaux français de la deuxième moitié du XVIIe siècle.

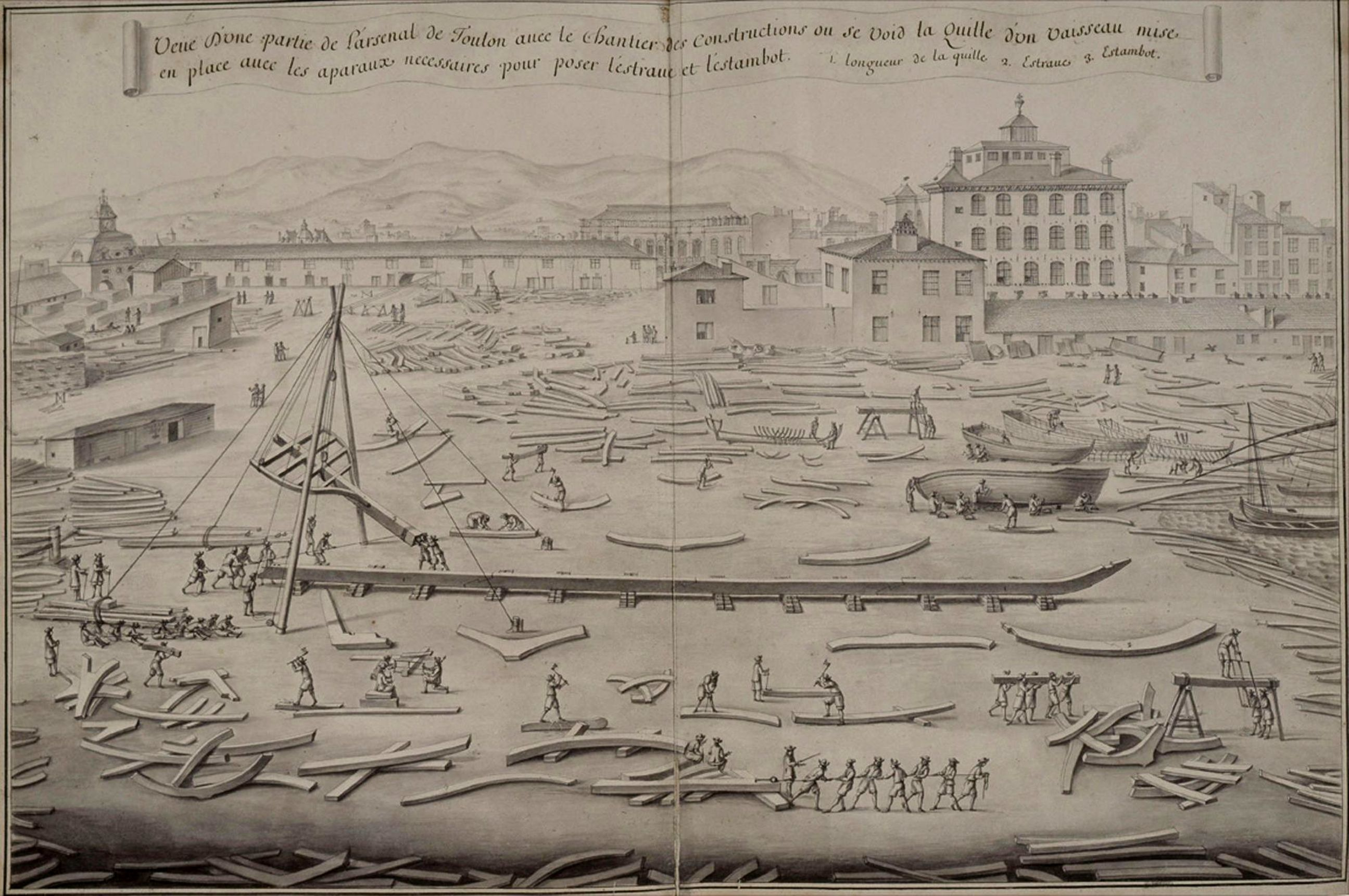
Montage d'un vaisseau à Toulon vers 1670. L'arsenal, créé par Colbert, fait de Toulon le deuxième grand port de guerre du royaume (Album de Colbert).

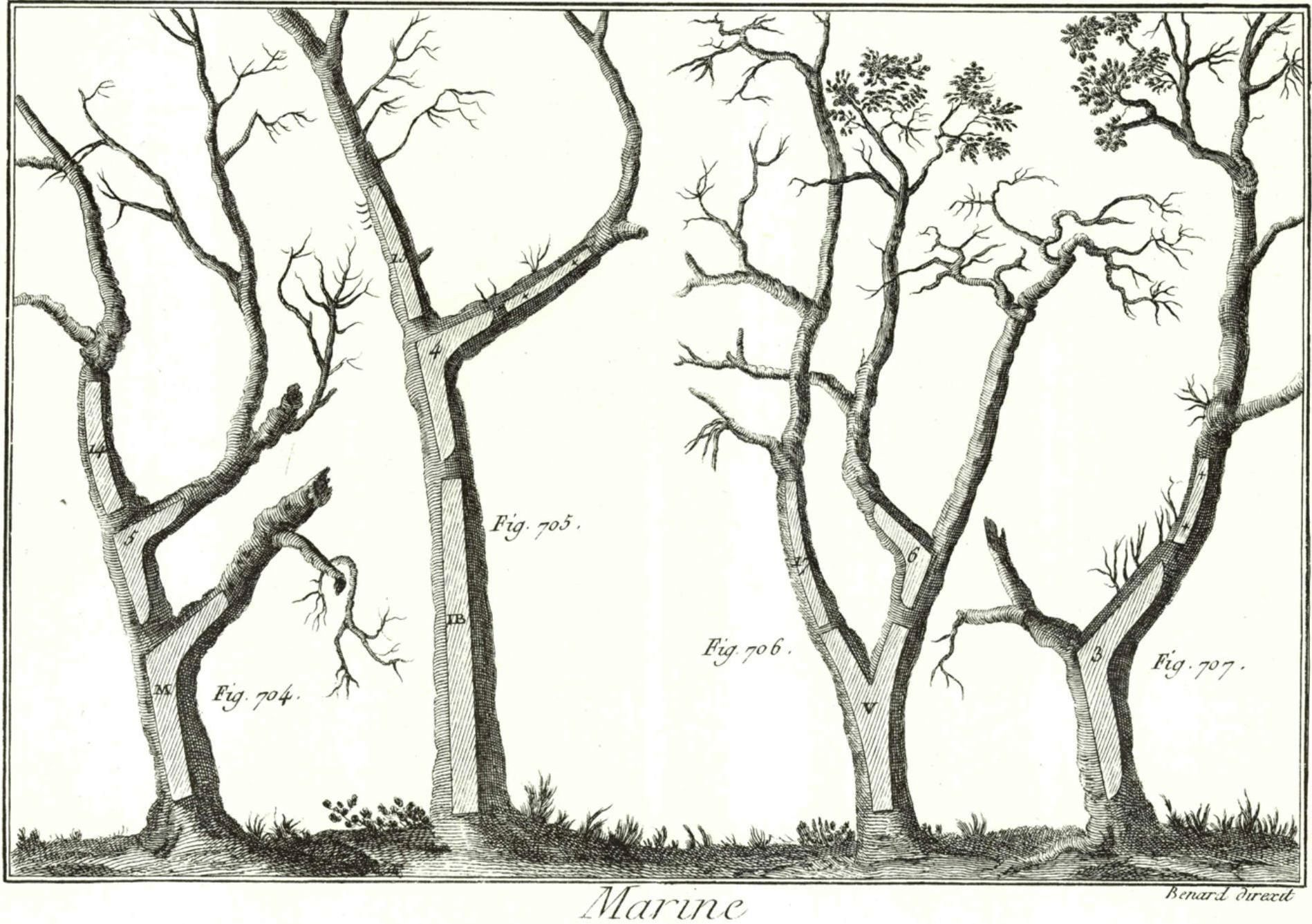
Arbres avec exemples de pièces de bois pour la construction navale. En quelques années, Colbert mobilise toutes les forêts du royaume pour approvisionner les arsenaux (gravure de la fin du XVIIIe siècle, Encyclopédie méthodique Marine).

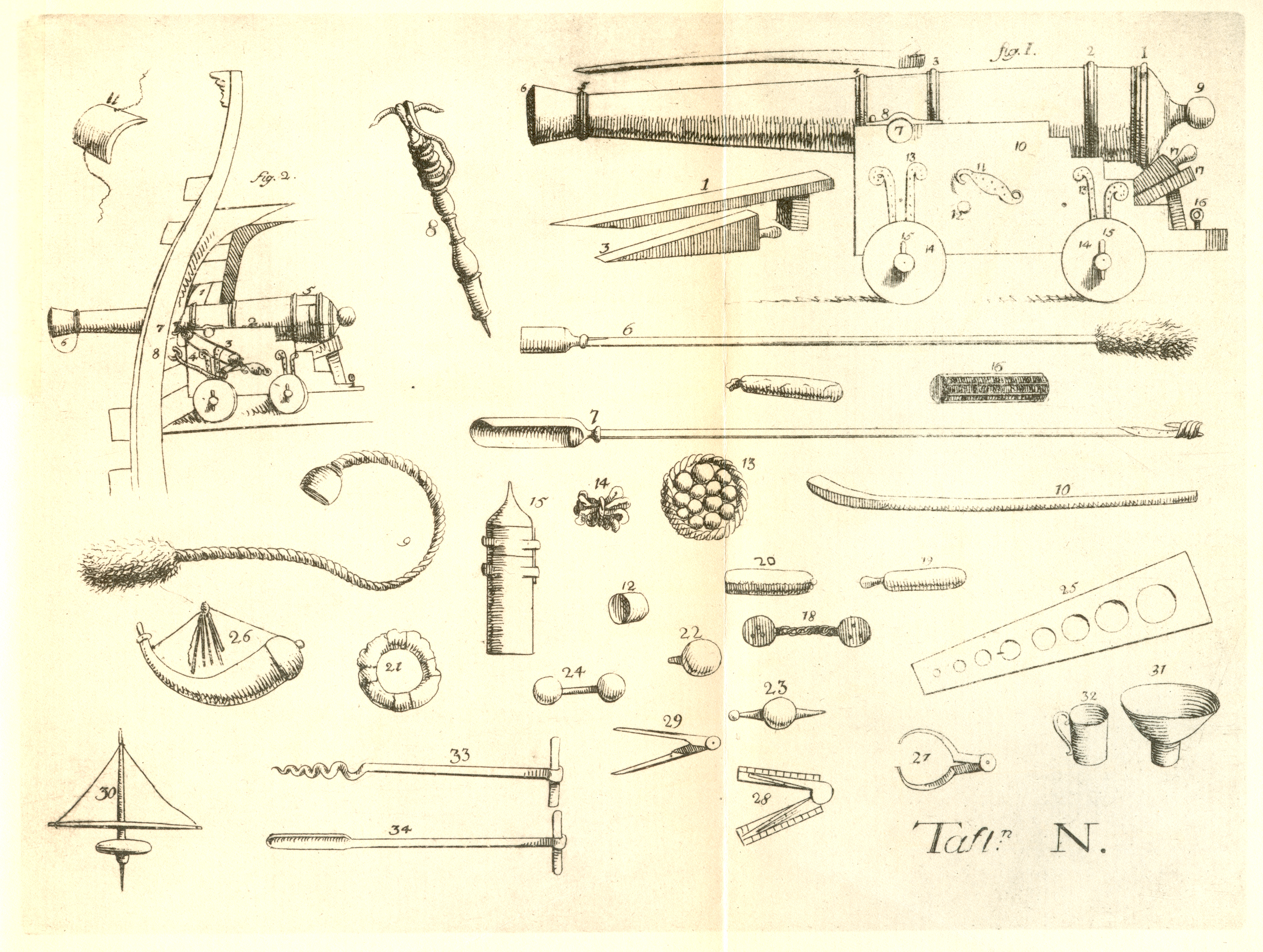
Canon de marine et ses accessoires. Il faut importer d'Europe du Nord les grosses pièces d'artillerie jusqu'à la fin des années 1680 car les fonderies françaises peinent longtemps à les produire; du traité suédois sur la construction navale Skeps Byggerij Eller Adelig Öfnings Tionde Tom (1691).

À l'essai de connaissance statistique des capacités maritimes de la France succède les décisions en matière d'aménagement des ports et havres du littoral, ce qui est essentiel si on veut construire, abriter et approvisionner les flottes (de commerce comme de guerre). Après la désaffection obligée des années de Fronde, Brouage – port pour lequel Richelieu avait beaucoup dépensé – s'envase dans ses marais. Brest n'est qu'une « gueuserie » d’à peine 2 000 habitants et Le Havre exige de gros travaux pour améliorer la relâche des vaisseaux. En effet, malgré le discours traditionnel sur la « bonté » des côtes de France et l'ampleur de son double littoral, les positions naturellement favorables à l'existence d'un grand port de guerre sont rares. Seul Toulon bénéficie de l'une des plus belles rade d'Europe, bien protégée, ouvrant sur une mer sans marée. Mais sur l'Atlantique, rien de tel. De surcroît, par crainte de confusion des biens et des services, comme par nécessité de défense, Colbert hésite à voir coexister, en un même lieu, un port de commerce et un arsenal de guerre. Les choix se font donc lentement, en fonction des places disponibles, de critères stratégiques, de luttes d'influences, de contraintes techniques et pour l'approvisionnement en matières premières. « Les tâtonnements, les hésitations puis les choix occupent les années 1664-1680 » (Martine Acerra, Jean Meyer). Les meilleurs sites étant occupés depuis longtemps par les ports de commerce, il ne reste en fin de compte que peu de marge de manœuvre. 
Au Levant, le choix confirme la place de Toulon, où François Ier et Henri IV avaient déjà ordonné des aménagements militaires. Le chevalier de Clerville et Vauban s’attellent à la tâche pour fortifier la ville, mais ce n’est qu’en 1679, au lendemain de la guerre de Hollande, que va commencer le creusement de la nouvelle darse réservée à la marine royale (20 hectares) et où vont venir mouiller les escadres successives de la Méditerranée. L’arsenal de Toulon naît à ce moment-là. Malgré les orientations plus atlantiques du siècle suivant, il va tenir la parité avec Brest, son homologue breton du Ponant. 
Brest bénéficie d’une excellente rade bien protégée. Néanmoins, Colbert hésite longtemps à reprendre le choix de Richelieu car le climat breton est peu propice aux longs travaux de construction en plein air, les vents dominants d’ouest perturbent les entrées et les sorties du goulet et les communications avec l’arrière-pays sont difficiles. Pourtant, Brest devient rapidement le premier arsenal du royaume, grâce à sa bonne situation : les escadres en partance peuvent déboucher, soit sur la Manche, soit sur l’Atlantique, selon les besoins. Par ailleurs, si l’arrière pays est pauvre sur le plan agricole, il est riche en hommes susceptibles de devenir des matelots. Là aussi, les travaux d’aménagement ne débutent qu’après la guerre de Hollande. Ils vont s’échelonner jusqu’en 1689, avec bassin de radoub, magasins, ateliers, cales et casernes pour accueillir les vaisseaux, les matériaux et les hommes. L’arsenal devient le poumon de la ville qui draine les populations alentour. De 2 000 habitants en 1660, la « gueuserie » de Brest devient une cité de 15 000 âmes qui double parfois sa population lorsque les grands armements d’escadres regroupent 20 000 marins en instance de départ.
Si Toulon et Brest sont deux ports « récupérés » par la marine de guerre, ce n'est pas le cas de Rochefort, troisième arsenal de France au XVIIe siècle, créé ex nihilo après plusieurs années de tergiversations pour couvrir la façade atlantique du royaume. Quatre facteurs se sont additionnés pour ce choix : les intérêts économiques (protection des ports de commerce et de leur trafic), l’avantage géographique (sûreté de la rade de l’île d'Aix), le désir personnel (Colbert du Terron mène un intense lobbying pour l’imposer) et le goût de la surveillance (implantation royale proche de La Rochelle, ancienne place protestante). L’arsenal, qui se développe rapidement de 1666 à la veille de la guerre de Hollande, occupe une quarantaine d’hectares. La ville attenante est créée de toutes pièces et se développe sous les intendances de Pierre Arnoul puis de Michel Bégon (1690-1710) en comptant jusqu’à 20 000 habitants lors des grands armements de la guerre de la Ligue d'Augsbourg. Pourtant, le site reste difficile à cause des marécages et il y a 25 km de la Charente à parcourir entre Rochefort et la mer, ce qui gêne le regroupement des escadres. Avec l’augmentation du poids des vaisseaux et de leur tirant d’eau, la Charente manque bientôt de profondeur. Il faut donc remorquer les navires allégés de leur artillerie jusqu’à la mer. Partiellement déclassé, Rochefort va devenir rapidement un chantier de construction au service de Brest.

#### Les ports secondaires: Dunkerque, Le Havre, Marseille, Lorient
À ces trois places spécifiquement réservées à la marine de guerre, où tout est progressivement réglé « pour le bien du service », Colbert et le roi ajoutent trois ports secondaires issus du commerce et dont une partie des installations est destinée aux vaisseaux, frégates et galères : Dunkerque, Le Havre et Marseille. Dunkerque, port flamand anciennement sous domination espagnole, devient anglais en 1658 puis définitivement français en 1662 lors de son rachat (pour 5 millions de livres) à l’impécunieux Charles II. Louis XIV transforme ce nid de corsaire (patrie de Jean Bart) en une puissante citadelle fortifiée par Vauban. Un grand bassin est aménagé pour recevoir 30 vaisseaux de guerre, avec des écluses, un arsenal, une corderie, des casernes, tandis que le canal de Mardyck est réaménagé. Vingt-cinq vaisseaux y sont construits entre 1660 et 1707, tous de tonnage moyen à l’exception de trois qui avoisinent les 1 000 tonneaux et 70 canons. Une production limitée qui a pour cause les contraintes du site fortement gêné par les bancs de sable avoisinants. La ville, en partie port de guerre, garde ses activités marchandes et corsaires (en temps de guerre) et fait rapidement peser sur l’Angleterre une menace perçue comme insupportable. Le Havre, fondé en 1517 par François Ier était devenue la porte océane de Rouen et de Paris au débouché de la Seine. Dans les années 1620-1630, Richelieu y a développé les installations militaires. Colbert y poursuit les travaux (5 millions de livres dépensées) et y fonde en 1666 la première école d’hydrographie. Là encore, vaisseaux du roi et navires marchands coexistent, mais dès les premières enquêtes sur les côtes de France, Colbert trouve le site difficile. En fait, la faible profondeur du bassin en interdit l’entrée aux vaisseaux de plus de 60 canons. L'augmentation du tonnage des bâtiments de guerre, au fur et à mesure de l’avancement du règne, déclasse Le Havre (comme Dunkerque) en port à frégates au profit des arsenaux en eau profonde. Marseille, grande cité marchande et fière de ses libertés, se voie contrainte d’héberger le puissant arsenal des galères voulu par Louis XIV. L’agrandissement de la ville est longuement préparé par Nicolas Arnoul puis son fils Pierre Arnoul, intendants des galères. Les lettres patentes de 1666 contraignent la ville à la destruction des deux-tiers de ses murailles. En contrepartie de l’obéissance due au roi, les négociants bénéficient de l’exclusivité du commerce avec les Échelles du Levant (1670). Louis XIV recrée le Corps des galères en 1662. La construction de l’arsenal des galères dure quatre ans, de 1665 à 1669, avant d’être agrandi dans les années 1670 puis 1680.
Une dernière création étatique est à signaler : le port de Lorient, à la jonction des rias du Scorff et du Blavet. Fondé en 1666, il est dévolu à la récente Compagnie des Indes orientales créée en 1664. La place n’est pas tout à fait vierge, puisque la rade, verrouillée du côté mer, est défendue par la citadelle de Port-Louis qui est aussi un lieu de construction et de réparation navale. La Compagnie des Indes, soutenue par les deniers de l’État, parvient à commercer honorablement jusqu’en 1679 avant d’être réorganisée en 1684 à la suite de son affaiblissement pendant la guerre de Hollande. À partir de cette date, le port de Lorient assure une double fonction. Il demeure le port commercial de la Compagnie des Indes, mais il devient aussi arsenal pour les vaisseaux du roi ou 15 d’entre eux seront construits et nombre d’autres réparés, tandis que les corsaires français viennent y relâcher et y vendre leurs prises. En fin de compte, ce sont sept grands ports français qui sont concernés à des degrés divers (deux totalement, cinq partiellement) par la construction de la marine de guerre Louis-quatorzienne.

#### Les fournitures essentielles: le bois et l'artillerie de marine
À cela s’ajoute la préoccupation de maîtriser les approvisionnements en matière de « munitions navales », c'est-à-dire en bois, chanvre, canons, cuivre, fer, goudron… En 1660, la plupart de ces fournitures sont importées (d’Espagne, des Pays-Bas, de Suède, d’Allemagne). Ainsi s’explique la législation sur les forêts, qui doivent être exploitées de manière à fournir les résineux pour les mâts et les planches de chêne pour les coques. Elle permet de satisfaire le gros des besoins tout en renouvelant les forêts. Les bois proviennent d’abord des régions maritimes du royaume, puis de plus en plus loin à l’intérieur des terres. Leur évacuation nécessite aussi d’aménager les fleuves de manière que les trains de radeaux puissent passer. Tout n’est pas parfait. On se rend compte rapidement que les sapins des Pyrénées sont cassants car séchant trop rapidement. Quant à la législation sur les Eaux et Forêts, elle est jugée tatillonne et suscite de vives résistances dans les populations locales, ce qui empêche son application complète. Des scandales éclatent, comme celui du pillage des bois bourguignons par Duguay. En outre, nombre d’aménagements routiers de montagne ou de fleuves se révèlent inutiles. Si le pays est autosuffisant pour le bois de chêne, il reste dépendant des importations de la Baltique pour les résineux, dépendance qui a même tendance à s'accroitre avec l'augmentation du nombre des navires. Pour le reste, le succès est réel. Une véritable industrie de guerre se met en place avec les forges, les fonderies et les corderies, dans les ports-arsenaux d’abord, puis de plus en plus loin à l’intérieur des terres. Des fabriques de voiles sont développées en Bretagne (toiles de Guingamp et de Quintin) et en Dauphiné, ces deux provinces fournissant aussi du chanvre, bientôt rejointes, pour cette matière première, par la Bourgogne. L’Aquitaine produit du goudron pour l’étanchéité des coques. « Comme dans le cas du bois de chêne [et des autres fournitures], la fabrication des canons provoque la mise à contribution des provinces non maritimes, prouvant, s’il en est besoin, l’impact national, la résonance profonde de la flotte de guerre sur l’économie interne du royaume » (Martine Acerra, André Zysberg).
C’est pourtant dans le domaine de l’artillerie de marine — domaine encore plus surveillé que celui de la production de bois — que le volontarisme colbertien rencontre le plus de difficultés car le retard technologique est très lent à rattraper en ce qui concerne la fonte, très délicate, des grosses pièces d’artillerie. En 1665, la marine de guerre dispose d’environ 2 000 canons de tous calibres, moitié en bronze, moitié en fonte. Jusqu’à cette date, les canons de bronze, de plus fort calibre, sont fabriqués à Lyon. À partir de 1670, ils sont coulés à Toulon et Rochefort, mais ils sont plus coûteux que ceux de fonte, et les canons de fonte dont le calibre ne dépasse pas 18 livres restent importés. Afin de satisfaire à l’idée d’indépendance nationale qui lui est chère, Colbert favorise le développement de fonderies locales fournissant le Ponant (Angoumois, Nivernais, Périgord, Bourgogne) comme le Levant (Dauphiné). Il fait appel à des techniciens étrangers (comme les frères Besche d’origine suédoise) mais les progrès sont très lents ce qui oblige à panacher les types de canons et les calibres sur nombre de vaisseaux, y compris sur les batteries basses, les plus puissantes. Colbert ne verra pas de son vivant le moment où les canons de marine très lourd, de 24 et 36 livres, seront de construction française. La première pièce en fonte de 24 livres sera fondue en 1691, celle de 36 livres l’année suivante, soit presque dix ans après le mort du ministre.

#### La naissance d’une première flotte
| Année | 1er rang (68 à 120 canons) | 2e rang (64 à 68 canons) | 3e rang (60 à 48 canons) | 4e rang (36 à 44 canons) | 5e rang (28 à 34 canons) | Total par année |
| ----- | -------------------------- | ------------------------ | ------------------------ | ------------------------ | ------------------------ | --------------- |
| 1661  | -                          | -                        | 3                        | 4                        | 2                        | 9               |
| 1665  | -                          | 2                        | 5                        | 8                        | 11                       | 26              |
| 1666  | -                          | 10                       | 9                        | 11                       | 19                       | 49              |
| 1672  | 11                         | 22                       | 35                       | 23                       | 29                       | 120             |
| 1673  | 11                         | 22                       | 37                       | 21                       | 29                       | 120             |
| 1674  | 11                         | 24                       | 35                       | 18                       | 28                       | 116             |
| 1675  | 11                         | 23                       | 37                       | 18                       | 29                       | 118             |
| 1676  | 12                         | 27                       | 33                       | 22                       | 23                       | 117             |
| 1677  | 12                         | 26                       | 30                       | 22                       | 26                       | 116             |
| 1678  | 12                         | 21                       | 32                       | 27                       | 30                       | 112             |

Colbert dispose d’un budget naval relativement  impressionnant. Les dépenses passent de 3 millions en 1662 à 4,5 millions en 1664, à 10,5 millions en 1666 et 13 millions en 1673 pour se maintenir à 10 millions jusqu’en 1678. Ce budget représente 4,6 % des dépenses du roi en 1662, 12,8 % en 1665 et 15,5 % en 1670. À la mort de Colbert en 1683, la marine et les galères disposent de 9,5 % d'un budget total de 115,1 millions de livres, se classant au troisième rang des dépenses de l'État derrière celles de la Cour (10,6 %) et devant celles des fortifications (7,75 %), l'Armée de terre française étant loin devant avec 39,4 %. En 1691, on estime que son budget est compris entre 24,3 et 33,4 millions de livres, avec moins de 30 % en investissements de construction et plus de 70 % en dépenses de fonctionnement, soit 15 % des dépenses de l'État. 
Ces dépenses permettent à la flotte de croitre d’abord par lent paliers jusqu’en 1667, puis de façon quasi exponentielle jusqu’en 1672. Il est vrai que le ministre part de très loin. En 1661 la marine ne compte que trente-et-un bâtiments (en comptant les galères et les flûtes, lesquelles ne figurent pas dans le tableau ci-contre), auquel il faut ajouter huit navires d’origine étrangère ne dépassant pas 40 canons. Entre 1661 et 1671, cent-six navires sont construits ce qui permet à la flotte de quadrupler ses effectifs. En 1671, Louis XIV dispose de cent-vingt-trois vaisseaux et frégates.
Ce résultat remarquable est du aux progrès constants des arsenaux français. Certains charpentiers de marine sont des anciens de l’époque de Richelieu. Comme cela ne suffit pas, il faut faire appel, en plus de l’observation de ce qui se fait ailleurs, à des techniciens hollandais et acheter encore plusieurs navires au Danemark et en Hollande. Mais dès 1666, l’indépendance nationale est acquise. Les charpentiers des arsenaux s’exercent d’abord à construire des unités assez légères, puis s’enhardissent sur des tonnages plus importants. En 1661, le vaisseau « moyen » de la flotte française embarque de 40 à 42 canons. Dix ans plus tard, cette moyenne est passée à 56–58 canons. Outre le nombre, la flotte progresse donc aussi en puissance de feu. À la fin des années 1660 sont lancés les trois-ponts de prestige Royal Louis (1668), Dauphin Royal (1668) ou Soleil Royal (1669), qui surpassent les autres navires en puissance de feu et en décors. En 1670, la France adopte le système anglais de répartition en rang des vaisseaux, suivant l’importance de leur artillerie.
Avec six ans de moyenne d’âge, cette première flotte de Louis XIV est jeune. Elle est loin d’être parfaite. Beaucoup d’unité souffrent de défauts plus ou moins importants : batterie basse trop près de la ligne de flottaison, instabilité à la mer à cause d’un creux sous l’eau insuffisant ou d’un décor trop chargé, mâts mal positionnés… Le constructeur anglais Edmund Dummer, de passage à Toulon après la guerre de Hollande, décrira le Royal Louis comme un bâtiment raté. Des défauts qui s’expliquent par la grande jeunesse de cette flotte qui a grandi vite et par le fait que chaque bâtiment est un produit unique, quasi artisanal, sans technologie « commune » aux maîtres charpentiers de l’époque (ce qui par ailleurs est la norme dans toute l’Europe). Chacun d'eux a sa méthode, mélangeant savoir-faire et empirisme, tel ce maître qui écrit anonymement vers 1670 qu'il a dessiné les plans d'une frégate légère en s'inspirant des formes de certains poissons. Il faudra attendre 1683, année de la mort de Colbert, pour que le maître charpentier Coulomb rédige le premier manuel de construction. Le roi, qui choisit lui-même le nom de ses bâtiments à partir de 1671, fixe même leur durée de vie, laquelle devrait aller « depuis vingt-cinq jusques à trente ans », ce qui sera effectivement le cas pour certains d’entre eux, et même au-delà pour les plus réussis.
À cette flotte s’agrège une quarantaine de galères, basées presque toutes à Marseille sous les ordres du duc de Vivonne. Ces navires bas sur l’eau, lents, peu armés, contraints depuis toujours à faire de la navigation côtière, ne sont pas aussi inutiles qu’on a pu le dire, à condition de ne pas sortir de la Méditerranée. Pouvant naviguer sans vent où à contre vent, les galères peuvent remorquer les vaisseaux à l’occasion ou mener des missions de garde-côte. Dans les eaux littorales peu profondes, elles restent utiles pour lutter contre la piraterie barbaresque. Elles ont aussi pour avantage de nécessiter très peu de matelots, tandis que la chiourme fournit une main d’œuvre peu chère. L’essentiel de leur utilité est ailleurs : ce sont de rutilants navires de prestige, destinés, par leurs élégantes croisières, à montrer le faste de la monarchie. « La galère sert d'instrument diplomatique de représentation » (Jean Meyer, Martine Acerra). L’Espagne étant encore vers 1660 l’adversaire auquel on se réfère, la Réale du roi de France se doit d'être aussi grande, aussi belle, aussi rapide que la Réale du roi d'Espagne. C'est aussi pour cela que l'objectif de quarante unités a été fixé : il s'agit d'égaler ou de surclasser en nombre les galères ibériques. Les galères sont aussi des bagnes flottants qui vont mobiliser des dizaines de milliers de forçats jusqu’à leur suppression, en 1748.

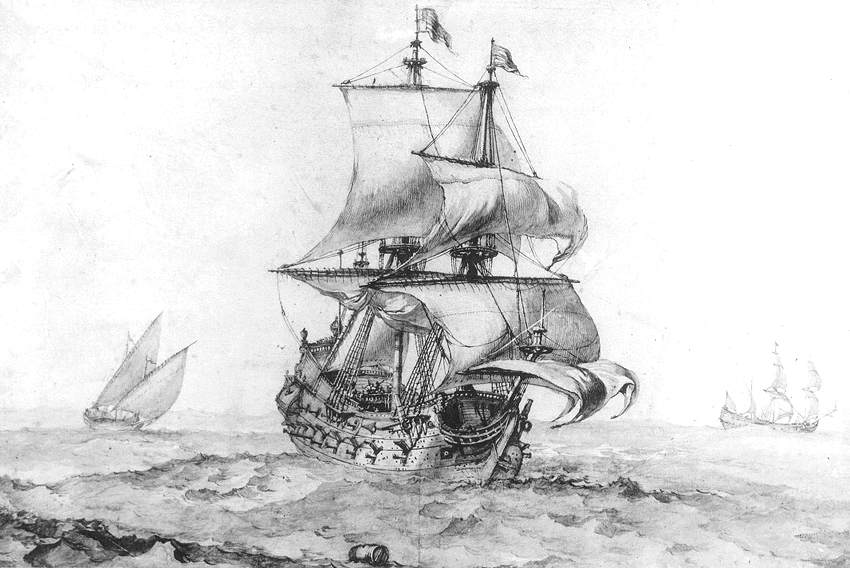
Un vaisseau d’une quarantaine de canons. Les chantiers navals lancent d’abord des bâtiments moyennement armés avant de monter peu à peu en puissance.
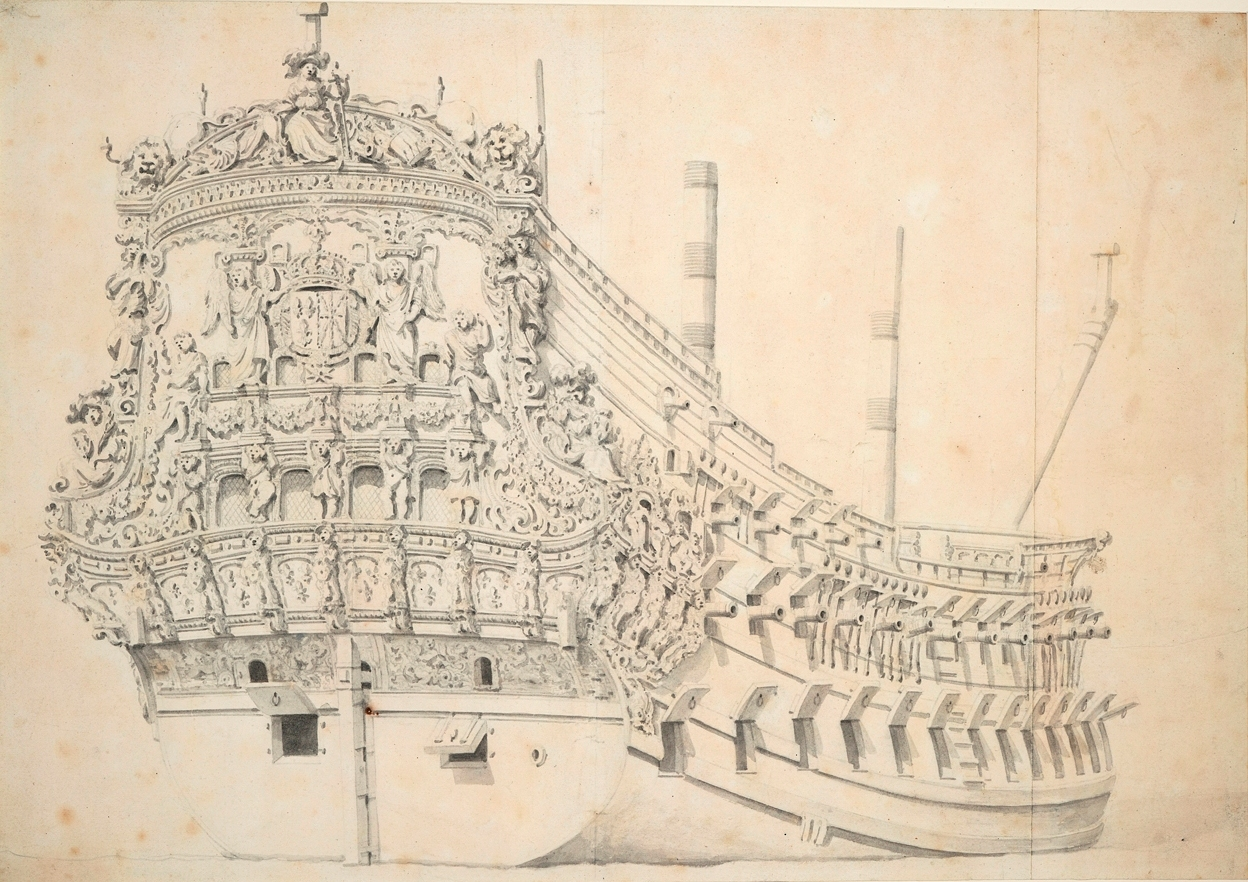
Un gros vaisseau à deux ponts de 70 canons commandé en Hollande vers 1666 par Colbert, en attendant de maîtriser la construction de ce type de bâtiment.
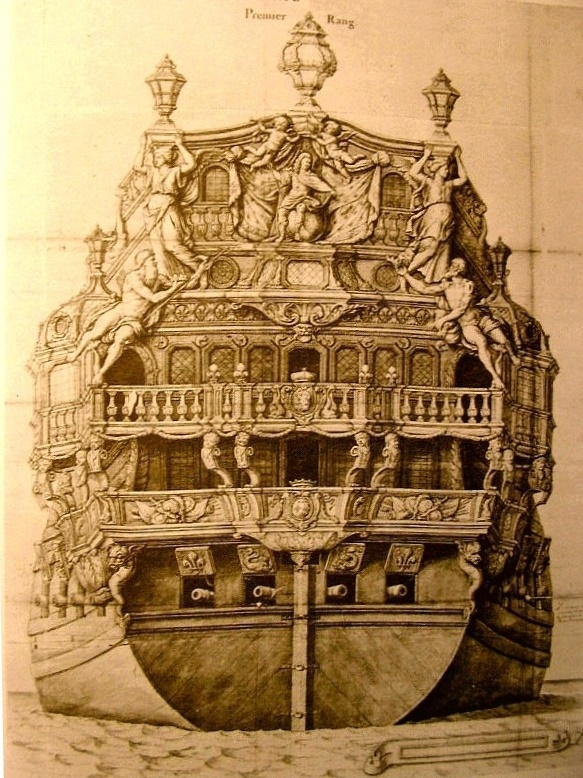
À la fin des années 1660, les arsenaux ont acquis assez d'expérience pour construire les premiers trois-ponts de plus de 100 canons, comme le.
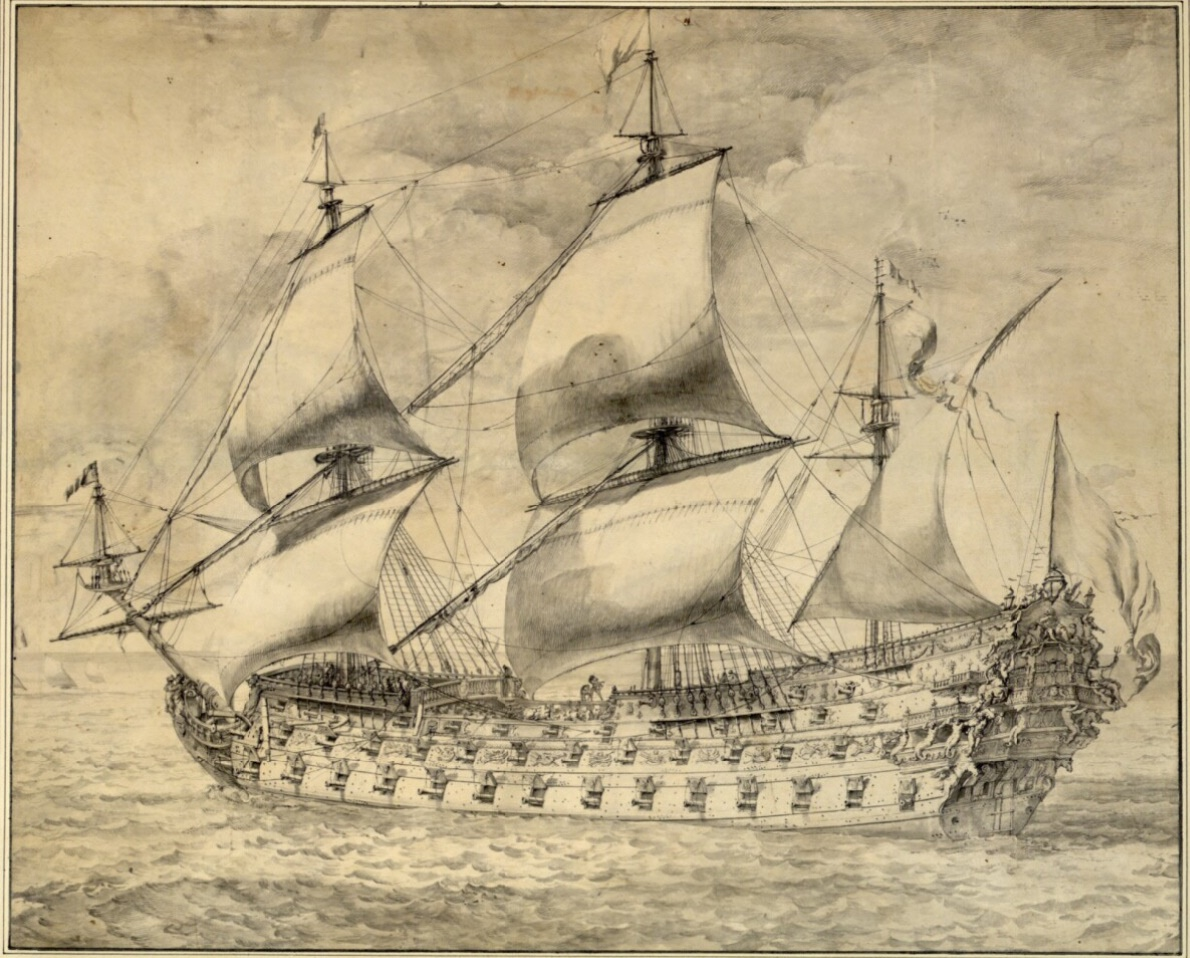
Compte tenu de la rapidité avec laquelle la flotte a été construite, certains vaisseaux souffrent de gros défauts, comme le, qui navigue très peu.
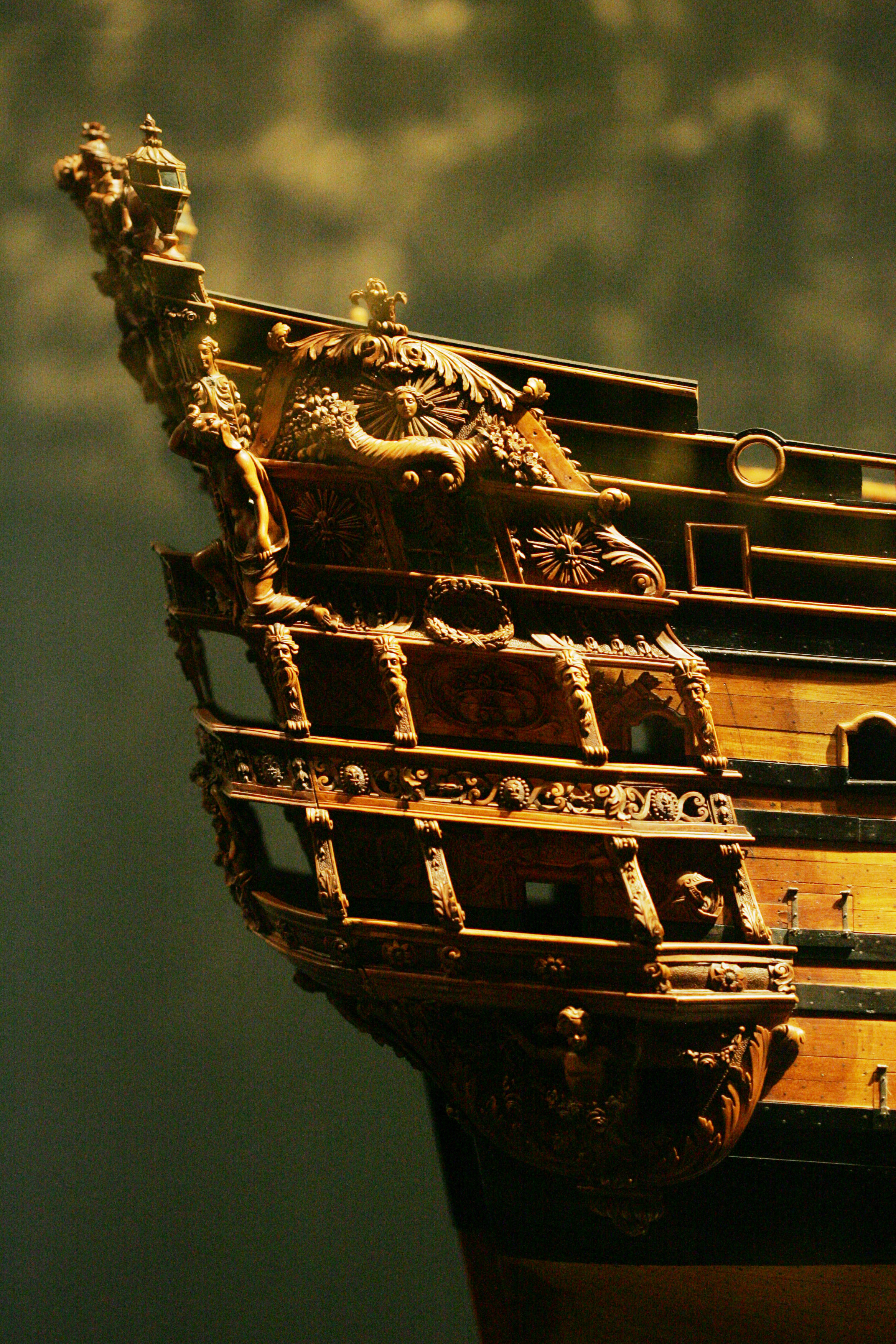
Une partie du château arrière du. La richesse de la décoration a pour objectif, par sa symbolique, d’illustrer la gloire et la puissance du pays.
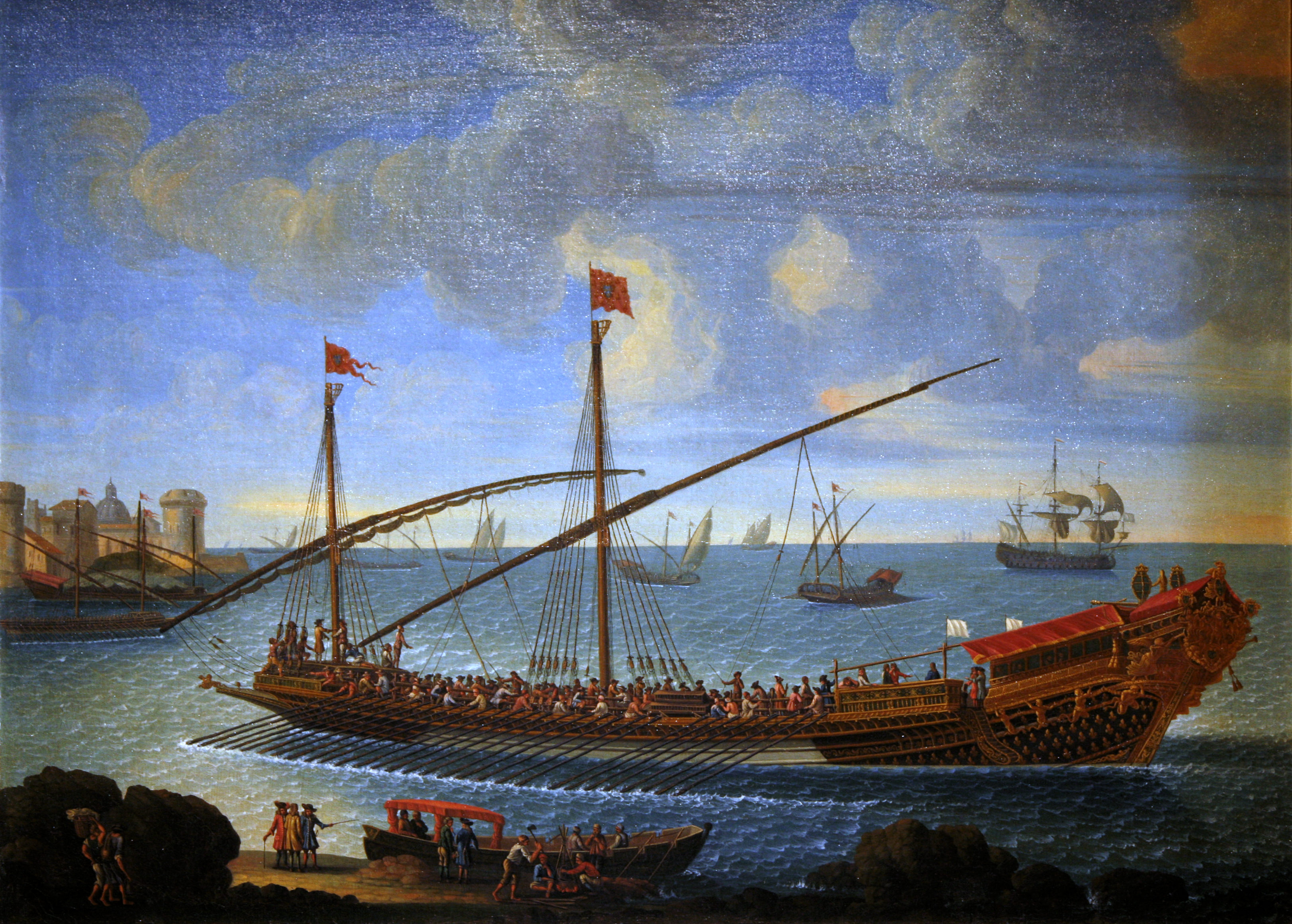
Galère. Aux vaisseaux s’agrègent en Méditerranée une quarantaine de galères. Ce sont fondamentalement des navires de prestige et de représentation.

#### Les équipages: problèmes du recrutement et de l’encadrement

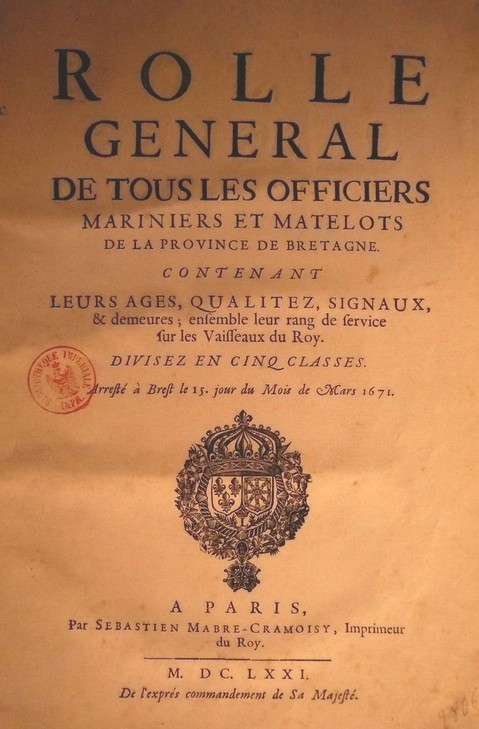
Registre des inscrits maritimes de Bretagne en 1671. Pour disposer d'équipage abondants sans recourir à la Presse, Colbert fait recenser tous les marins du royaume. Les hommes sont rangés par classes susceptibles d'être appelées au service « à tour de rôle » en fonction des besoins et bénéficient en échange d'une forme de protection sociale.

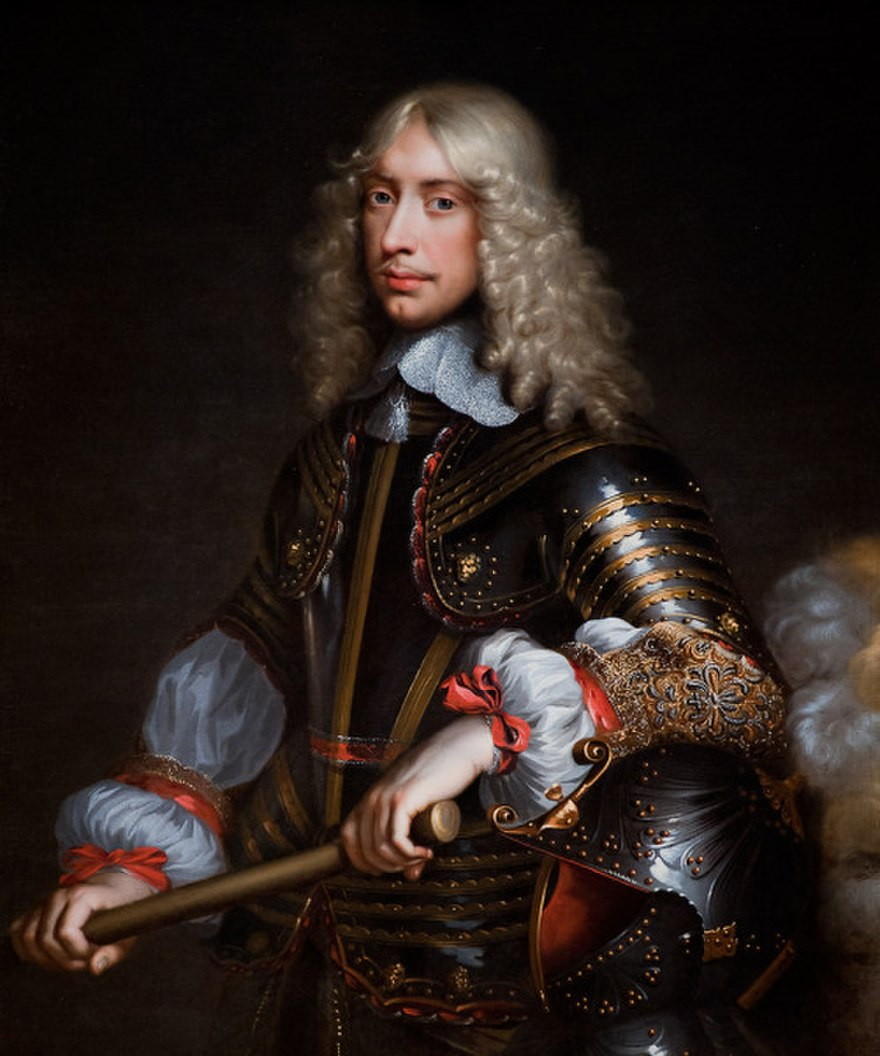
Colbert et le roi profitent de la mort en 1669 du duc de Beaufort, dernier « Grand-maître de la navigation », pour réorganiser le commandement et le reprendre en main.

Si les galères sont peuplées de condamnés de toute sorte (faux-saulniers, déserteurs, contrebandiers, révoltés divers puis Protestants persécutés), il n’en va pas de même pour les vaisseaux qui n’embarquent que des marins libres. Encore faut-il arriver à les recruter, car peu d’hommes font acte de volontariat pour servir sur les navires du roi. Depuis Richelieu, on recourt au même procédé qu’en Angleterre : la « Presse ». Quand il faut armer une escadre on bloque les issues du port et on rafle tous les marins et pêcheurs qui s’y trouvent, procédé qui désorganise l’économie locale et qui devient par ailleurs insuffisant avec l’accroissement du nombre de vaisseaux. Ce problème n’échappe pas à l’ambassadeur de Hollande qui note au début des années 1670 que le royaume « n’a pas de quoi fournir à la monture de 40 vaisseaux de guerre », soit trois fois moins que ce qui est sorti des arsenaux. Le roi en est conscient aussi : « il est impossible de faire de grands armements si je ne trouve moyen de changer l’aversion presque insurmontable qu’ont les gens de mer de s’engager au service de mes vaisseaux ». Il y donc urgence à trouver une solution, sous peine de voir la flotte toute neuve n'être qu’une coquille plus ou moins vide.
Secondé par Usson de Bonrepaus, Colbert met progressivement en place le système des classes. L’idée générale est de recenser tous les marins dont la France dispose pour pouvoir les appeler au service en faisant tourner les effectifs un an sur trois ou sur cinq selon les régions, en échange de quoi ils bénéficient d’avantages divers : exemptions fiscales, assistance médicale gratuite pour eux et leur famille, pensions versées par la Caisse des invalides de la marine en cas de blessure reçue au service du roi. D’abord expérimenté avec prudence entre Loire et Gironde, le système, qui s’apparente à un véritable service militaire, est mis en place sur toutes les côtes entre 1668 (recensement général) et 1673 (création de la Caisse des invalides). Son succès est plus que mitigé. Si le recensement se passe sans mal en Bretagne, région pauvre où la perspective de toucher une demi-solde en cas de non-emploi sur la flotte royale séduit les marins, il n’en est pas de même ailleurs. Des manifestations, voire des émeutes sont signalées dans le Béarn et sur les côtes provençales, à Marseille notamment où les agents recenseurs sont menacés de mort. En Normandie, Le Havre leur ferme ses portes. À Dieppe les inscrits se cachent dans le voisinage. L’administration royale devra de facto maintenir la Presse, même si le système des classes, régulièrement remanié puis rebaptisé Inscription maritime, durera jusque dans les années 1960 (!) ce qui prouve son utilité malgré une naissance très difficile.
Cet enregistrement des marins nous apprend que la France des années 1660 dispose de 50 000 matelots, ce qui est peu. La Hollande en a 40 000, mais sa population n’est que de 2 millions contre 20 millions pour la France. L’Angleterre, qui a 5 millions d’habitants à cette époque, aligne 60 000 à 70 000 matelots. Si on élargit ces statistiques aux gens de mer, c'est-à-dire aux mousses de moins de 16 ans, aux novices, aux soldats susceptibles d’être embarqués, au personnel des ports (charpentiers, tonneliers, caliers, calfats, cordiers, cordonniers, valets, écrivains…) et aux bateliers d’estuaires et des rivières, le royaume peut compter sur 80 000 personnes supplémentaire. La Hollande a autant de gens de mer que la France, mais l’Angleterre bien plus : 120 000 à 140 000. Ces chiffres disent tout de la fragilité du capital humain dont disposent le roi et son ministre face aux pays dont les traditions navales sont bien plus anciennes et solides que celles de la France. Autre curiosité : alors qu’avec l’augmentation régulière de la population européenne et du trafic maritime au XVIIe – XVIIIe siècle le nombre de matelots et de gens de mer ne va pas cesser d’augmenter partout, en France, il ne bougera pratiquement pas jusqu’au début du XIXe siècle. Il faudra attendre 1900 pour arriver à 100 000 gens de mer dans un pays qui flirte avec les 40 millions d’habitants.
Reste la question du commandement et du recrutement des officiers, sujet sur lequel le roi et Colbert sont confrontés à des choix délicats. En 1626, Richelieu avait supprimé la dignité d’Amiral de France et le cardinal s’était fait donner les pleins pouvoirs par Louis XIII avec le titre de « grand maître chef et surintendant de la navigation et commerce de France ». Tout avait bien fonctionné du vivant de Richelieu et de son neveu, le brillant Maillé-Brézé (voir plus haut). La situation avait commencé à se dégrader lorsqu’en 1650 César de Vendôme avait reçu cette grande maîtrise en cadeau. Selon un processus bien connu de l’Ancien Régime, qui voyait sans cesse renaître les féodalités, ce grand noble avait transformé peu à peu cette dignité en bien quasi patrimonial et en puissance indépendante du pouvoir central. Disposant du droit de nommer et promouvoir les officiers, il avait installé partout une clientèle personnelle sans compétence. En 1665, son fils, le duc de Beaufort, récupère la Grand Maîtrise avec l’accord du jeune souverain… qui s’en mord aussitôt les doigts car le désordre et la gabegie subsistent jusqu’au décès du duc en 1669. Le roi supprime aussitôt la charge et rétablit celle d’Amiral de France. Cependant, il ne s’agit pas d’un retour à la situation d’avant 1626, car la dignité d’Amiral, confiée à un enfant de deux ans (le petit comte de Vermandois) n’est plus qu’honorifique. La réalité du pouvoir revient enfin au roi et à Colbert. Ce sont eux, désormais, –huit ans après le début du réarmement naval du pays !– qui vont décider des nominations et des promotions, régler les dépenses, préparer les programmes d’armement et les plans d’opération. Avec cette réforme « la marine devient véritablement et définitivement royale » note Étienne Taillemite.
Colbert décrète la révision générale des commissions délivrés par les Vendôme, fixe la hiérarchie. Deux charges de vice-amiraux sont créées, une pour le Ponant, une pour le Levant. Ces vice-amiraux sont eux-mêmes assistés de deux lieutenants généraux et de trois puis cinq chefs d’escadre. Ensuite viennent les capitaines de vaisseaux, de frégates, les enseignes. Duquesne, véritable éminence grise du ministre en ce domaine, participe activement à la réforme. La hiérarchie navale qu’il contribue à mettre en place est encore en partie celle de la marine nationale actuelle. Pour la formation des officiers, est créé à Saint-Malo un collège de marine, à Rochefort et à Dieppe des écoles d’Hydrographie. En 1670, le pays dispose d’environ 1 200 officiers de marine, ce qui est, comme pour les matelots, assez peu (Colbert du Terron parle même d'une « disette de cadres »). De plus, un corps d’officiers compétents et discipliné ne se forme pas en peu d’années et bien des problèmes restent à résoudre (à commencer par celui, chronique, de l’indiscipline des dits officiers…). Beaucoup de ces hommes sont d’origine roturière. Colbert, comme Richelieu en son temps, préfère les gros mariniers traditionnels ayant une longue expérience de la navigation, quitte à les faire anoblir par la suite pour service rendu. Duquesne en est le meilleur exemple, malgré son caractère difficile et son protestantisme zélé. Il termine « marquis du Quesnes » en 1681 après avoir été créé baron d’Indret en 1651. D’autres bons marins issus du commerce sont anoblis, comme les deux branches de la famille Gabaret dans les années 1660-1670, à l’image du chevalier Paul en son temps (1649). Colbert recrute aussi dans les régions plus terriennes issues de sa dépendance comme d’Amblimont en Champagne, voire à l’ordre de Saint-Jean de Jérusalem à Malte, comme Tourville. Les nobles d’origine parlementaire puis de cour ne sont cependant pas absents. Néanmoins, les travaux menés par Michel Vergé-Franceschi montrent à quel point cette première marine de Louis XIV est profondément roturière.
Dernière lacune : il manque à la France l’équivalent de l’Amirauté britannique, mais sans doute y a-t-il une volonté politique, tant du roi que de Colbert, de ne pas laisser se constituer une caste de commandement trop puissante, réflexe compréhensible après presque cinquante ans de troubles chez les chefs militaires. Colbert est conscient de ces faiblesses. Il n'hésite pas, dès 1662, à engager ses vaisseaux en Méditerranée contre les Barbaresques, mais se montre beaucoup plus hésitant lorsqu'il s'agit de les envoyer contre les escadres hollandaises, d'où l’importance accordée à l’alliance anglaise en 1672. Il faudra attendre les succès de Duquesne et Tourville en Méditerranée pour qu’il soit pleinement rassuré sur la combattivité de ses marins.

### La guerre navale

#### Premières interventions en Méditerranée (1662-1669)

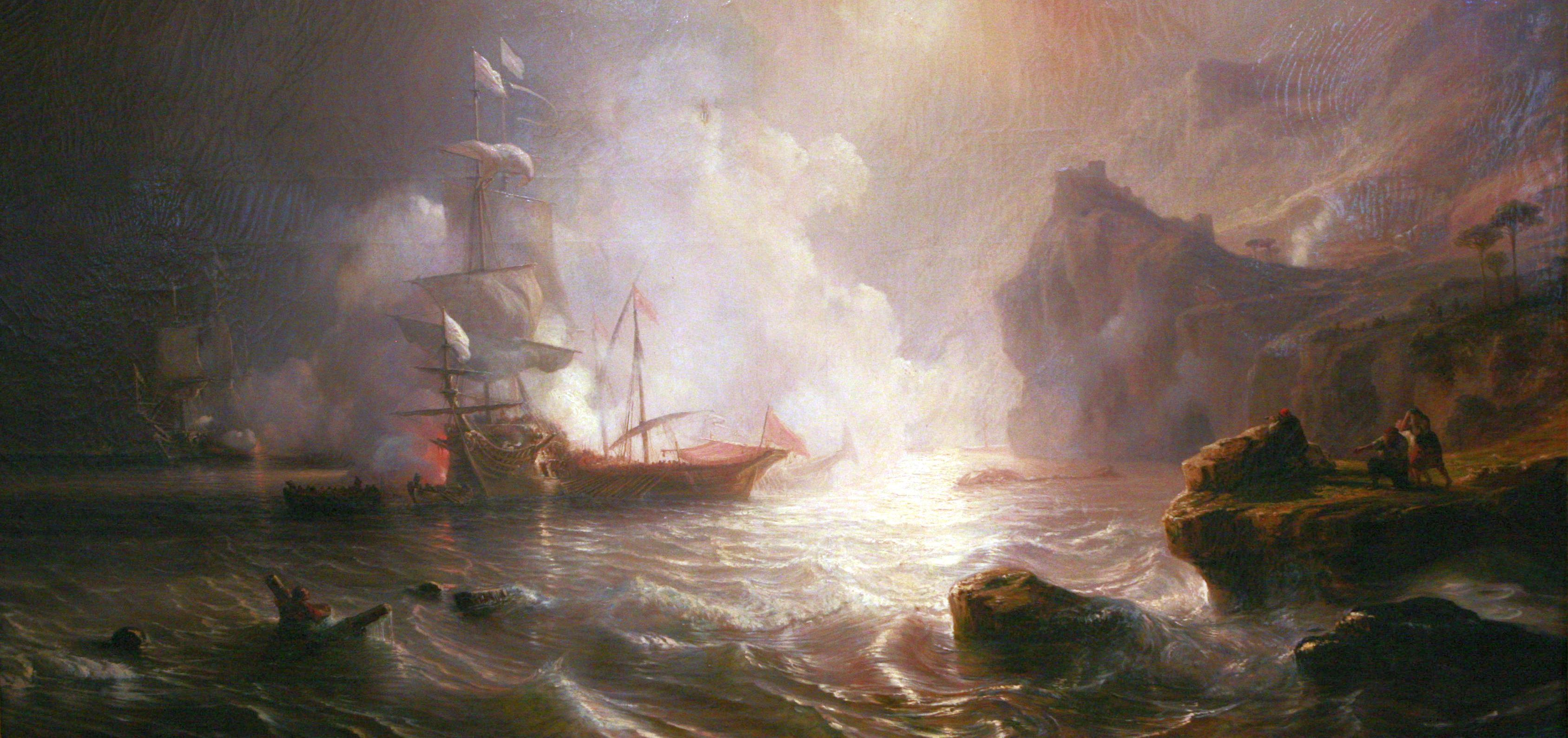
Un vaisseau français affrontant deux galères barbaresques. Dès 1662, Colbert engage résolument sa jeune marine pour tenter de sécuriser la Méditerranée occidentale. (Tableau de Théodore Gudin).

L’un des premiers objectifs militaires de Colbert est la sécurisation de la Méditerranée, ce qui correspond aussi à ses objectifs économiques car il pense que c’est vers le Levant que le commerce français est le plus important et qu’il doit être développé. Dès 1662, alors que la Marine n’aligne encore qu’une poignée de vaisseaux, elle est requise pour faire la chasse aux Barbaresques qui ont repris l’habitude de séjourner aux îles d'Hyères pour rançonner les côtes provençales. En 1663, le chevalier Paul — un habitué de ce type de mission — lance, à la tête d’une division, une opération sur La Goulette où il capture le navire amiral algérien et repousse les attaques d’une escadre tunisienne. Mais Colbert veut aller plus loin et conçoit en 1664 le projet de passer sur la côte de Kabylie pour y installer une base navale afin d’en faire un centre pour le commerce français et de contrôle sur les Barbaresques. Après reconnaissance, le port de Djidjelli (aujourd’hui Jijel), entre Alger est Tunis est choisi. Il s’agit de le conquérir, puis de le fortifier, ce qui nécessite des moyens importants. Une escadre de 14 vaisseaux, 8 galères et une quarantaine de transports est rassemblée sous les ordres du duc de Beaufort. S’y agrège une escadre auxiliaire de 7 galères de l'ordre de Saint-Jean de Jérusalem. Elle embarque un corps expéditionnaire de 5 000 à 6 000 hommes.
Le 22 juillet 1664, elle arrive devant Djidjelli. Le débarquement commence le lendemain. En dépit d’une vive résistance musulmane, les troupes entrent dans la place ou elles établissent un camp retranché en attendant la construction des fortifications. Mais dès la mi-août, les Français manquent de vivres. De Toulon et Marseille arrivent du ravitaillement, mais l’armée s’épuise à repousser les contre-attaques permanentes des Musulmans. À l’automne, Beaufort reçoit des renforts, mais la nourriture manque et il y a plus de 1 000 soldats malades. Le 27 octobre, Beaufort quitte Djidjelli. Dans la nuit du 31, le rembarquement est décidé en conseil de guerre. Il est effectué avec une précipitation telle qu’on laisse sur place les canons, trop lourds à déplacer ainsi qu’une partie des blessés. Arrivée à Toulon, l’escadre y trouve la peste. Elle est mise en quarantaine aux îles d’Hyères où la Lune, un vieux vaisseau qui se délie complètement, coule avec tout son équipage. Le fiasco de l'expédition de Djidjelli doit beaucoup à la mésentente entre les marins et les soldats. Colbert essuie des sévères critiques. Louis XIV, cependant, passe l’éponge et garde sa confiance à Beaufort.
Celui-ci reprend la mer l’année suivante pour aller combattre sur les côtes tunisiennes. Le 2 mars 1665, avec 9 vaisseaux, il coule, sous les murs de La Goulette de nombreux bâtiments barbaresques et tue deux chefs renégats. Le 24 août suivant, avec 8 vaisseaux, il est sur les côtes algériennes et attaque devant Cherchell (en réalité, c'est le chevalier Paul qui assume le plus gros de l’opération). Il s’empare de 3 vaisseaux à bord desquels il récupère une partie de l’artillerie abandonnée à Djidjelli, ce qui lui permet d’affirmer que l’humiliation de l’année précédente est vengée. Gain plus intéressant, ces canonnades forcent Tunis à renouveler ses traités avec la France. En 1668, c'est Alger qui signe après une mission diplomatique de Vivonne. La lutte contre les Barbaresques cependant, n’est pas terminée, car ceux-ci reprennent régulièrement leur piraterie après un temps d’accalmie. Les expéditions punitives reprendront avec intensité à partir de 1680 en occupant des forces importantes et quelques-uns des meilleurs marins de Louis XIV.
En 1668, la Guerre de Candie entre Venise et l’Empire ottoman au sujet de la Crète entre dans sa vingt-troisième année. L’île sur laquelle avaient débarqué les Turcs était presque entièrement conquise. Ne restait plus à Venise que le port de Candie (aujourd’hui Héraklion) assiégé depuis 1648. En 1669, la situation de la place, pressée par des dizaines de milliers d’hommes, est devenue intenable malgré les exploits de la flotte vénitienne pour la ravitailler. Venise lance un appel à l’aide dans toute la chrétienté, aussitôt relayée par le Saint-Siège. Le pape Clément IX sollicite Louis XIV qui hésite car la France entretient des relations cordiales avec la Sublime Porte et y dispose aussi, avec les « Échelles du Levant » de gros intérêts commerciaux. Mais Louis XIV ne veut pas non plus apparaitre comme tournant le dos à un pays chrétien assailli par les Musulmans. Pour trouver une solution politiquement acceptable, l’aide française est placée sous pavillon pontifical. Elle se compose de 16 vaisseaux, de 13 galères, de 4 galiotes à rames et de nombreux transports. Elle est encore une fois mise sous le commandement du duc de Beaufort et embarque de 6 000 à 7 000 hommes de « troupes auxiliaires ». Cette force conséquente, du même volume que celle pour l’expédition de Djidjelli cinq ans plus tôt, est l’aide étrangère la plus importante que reçoit la place assiégée cette année-là.
Le 19 juin 1669, les premiers bâtiments français sont devant Candie. Beaufort décide de prendre tout de suite l'offensive pour rompre l’encerclement turc, sans attendre que les troupes embarquées sur les galères, plus lentes, ne soient arrivées. Le 25 juin, il débarque une force combinant marins et soldats et attaque par surprise de nuit à l’est de la ville. Dans un premier temps, l’entreprise réussit, puis elle est stoppée nette par l’explosion d’un stock de poudre. Beaufort, qui s’est engagé de façon irréfléchie dans l’opération fait partie des morts (son corps ne sera jamais retrouvé). Une contre-attaque turque refoule les Français et reprend le terrain conquis. Le commandement passe à Vivonne qui cherche à mieux se concerter avec les Vénitiens. Le 3 juillet, les galères arrivent et débarquent des troupes dans le port. Un conseil de guerre franco-vénitien décide de lancer une nouvelle attaque à l’ouest de la ville, appuyée par un intense bombardement naval. Elle débute le 25 juillet. Les vaisseaux français, qui longent la côte, tirent plus de 10 000 coups de canons, mais sans grand effet sur les profonds retranchements turcs. L’attaque est stoppée par l’explosion du vaisseau la Thérèse (58 canons) qui prend feu au cours du bombardement. Les Français, démoralisés et qui s’entendent mal avec les chefs vénitiens se rembarquent le 20 août 1669. L’intervention, face aux 60 000 Turcs du vizir Köprülü était probablement trop tardive pour sauver la place. Il n’en reste pas moins que – comme à Djidjelli – le commandement ne s’est guère illustré par son efficacité. Colbert et Louis XIV en profitent pour réorganiser la direction de la flotte afin de mieux la tenir en main alors que se profile, avec la Hollande, une guerre d’une toute autre ampleur.

#### La guerre contre la Hollande (1672-1678)

##### La rivalité commerciale

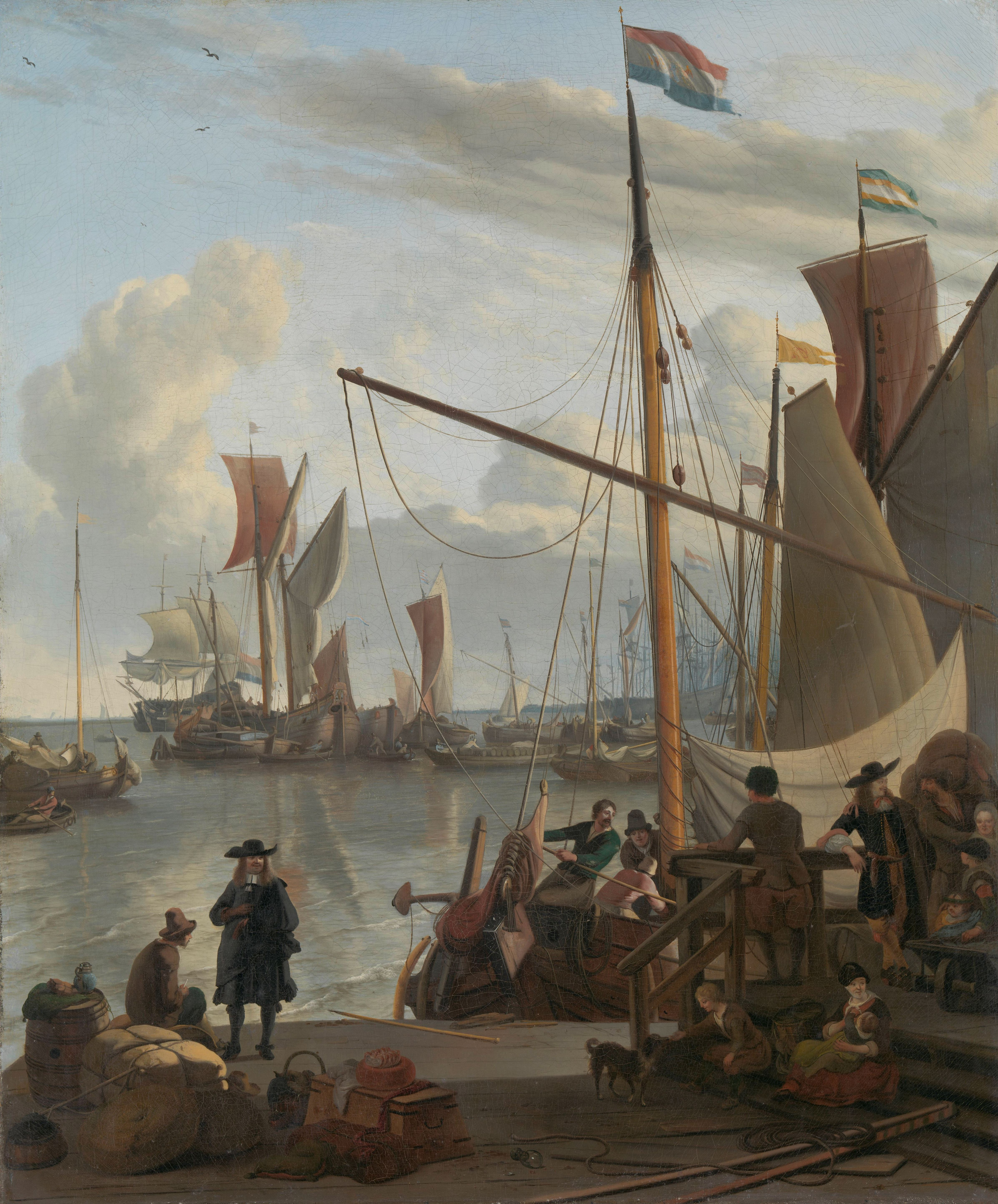
Le port d'Amsterdam, symbole de la prospérité hollandaise vers 1670. Colbert, qui veut concurrencer ce pays, mène contre lui une active guerre douanière et commerciale. Cependant, l'idée d'un conflit armé ne vient pas de lui mais du roi.

La guerre de Hollande est le premier grand conflit du règne personnel de Louis XIV. Ses causes sont complexes au point que les historiens, désorientés, ont exprimé — et expriment encore — des opinions divergentes. La première, la plus évidente, est la rivalité économique. Vers 1660, les Provinces-Unies, avec une population représentant le dixième ou le douzième de celle de la France sont non seulement une terre de prospérité inégalée mais la première puissance navale et industrielle d’Europe. Leur gigantesque flotte commerciale leur donne la maîtrise du trafic mondial. Le port d’Amsterdam est une immense forêt de mâts où se rassemblent des milliers de flûtes avec des cargaisons venues des mers lointaines et prêtes à être redistribuées dans toute l’Europe. La ville est le plus grand centre financier, le plus vaste entrepôt du monde. L’inventaire du contenu de ses magasins est sans fin : ils regorgent de blé polonais ou balte, de toiles d’Allemagne, de lainages et de draps d’Angleterre, de soies et d’épices des Indes, de sucre des Antilles, de vin du Rhin, de bois et de goudrons scandinaves, de chanvre russe, d’orge malté de Norfolk, de cuivre suédois, de charbon de Newcastle, de marbre d’Italie…
La quasi-totalité du commerce extérieur français par mer est aux mains de Hollandais. Afin de briser cette domination, Colbert commence par pratiquer une véritable « guerre des tarifs ». Par vagues montantes, en 1664, puis 1667 et 1671, une série de taxes de plus en plus élevées s’abat sur les importations hollandaises : harengs de la mer du Nord, poissons séchés, épices orientales, produits manufacturés, velours d’Utrecht, toiles de Haarlem, draps de Leyde, faïences de Delft, pierres précieuses et diamants taillés à Amsterdam. Colbert multiplie les manufactures devant, par leur production, prendre la place des produits taxés et en outre, crée de grandes compagnies de navigation chargées d’être le fer de lance des exportations françaises : vin, eaux-de-vie, draps, tissus, articles de luxe ; denrées qui devront à l’avenir, voyager sous pavillon français, non seulement à destination des pays du Nord et de la Méditerranée, mais aussi des Pays-Bas.
Les Hollandais, voyant leur commerce de redistribution menacé, répliquent à partir de 1667 par des droits de douane sur les produits français. Malgré cela, l’ambassadeur de France à La Haye, Arnault de Pomponne, constate en 1669 un affaiblissement du commerce hollandais : par manque de fret, vaisseaux et flûtes sont parfois contraints de demeurer au port. La guerre commerciale lancée par Colbert n’est donc pas, contrairement à ce qui a été dit longtemps, un échec qui précèderait de peu la guerre tout court, laquelle aurait été génétiquement inscrite dans l’affrontement économique. Néanmoins, les premiers succès de Colbert sont fragiles. Les manufactures et les compagnies de commerce françaises pèsent encore très peu dans le paysage économique européen (et français) vers 1670. Elles nécessitent un soutien constant de l’État et ont encore besoin de beaucoup d’années pour se renforcer. En fait, et contrairement à ce qui a été longtemps écrit, Colbert a besoin de la paix pour réussir son pari économique. En 1669-1670, il cherche à exploiter la détente avec l’Espagne en attirant vers Le Havre le commerce des Pays-Bas espagnols. Son projet de budget pour 1670 est celui d’une année de paix. Lorsqu’il apprend, en 1669, le projet de guerre contre la Hollande, il se montre surpris, puis extrêmement réticent, mais n’ose pas s’opposer au roi et finit par se rallier au parti de la guerre.

##### La rivalité politique

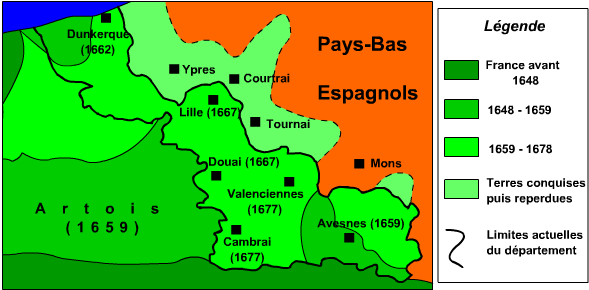
Les frontières du Nord en 1668, après la guerre de Dévolution. La Hollande, qui s'oppose à l'avancée française dans les Pays-Bas, cesse pour Louis XIV d'être une alliée et devient un adversaire à abattre.

En fait, les causes de la guerre sont fondamentalement politiques et tiennent à la dégradation des relations entre les deux alliés avec la fin des guerres contre les Habsbourg d’Autriche et d’Espagne. Le « lâchage » de la Hollande en 1648, avec la signature d’une paix séparée à Münster, laissant la France seule face à l’Espagne dans les Flandres, avait déjà refroidi les relations. Néanmoins, en 1662, sur initiative hollandaise, l’alliance est renouvelée pour 25 ans, prévoyant qu’en cas d’agression contre l’un des deux membres, l’autre doit lui porter immédiatement secours. Côté hollandais, on craint une nouvelle guerre avec l’Angleterre, avec qui les litiges commerciaux aux Indes et en Afrique sont bien plus graves qu’avec la France qui fait ses premiers pas outre-mer. Côté français, on voit dans le renouvellement de cette alliance un moyen de préparer le partage des Pays-Bas espagnols avec le décès attendu du vieux Philippe IV. Lorsque la guerre avec l'Angleterre éclate en 1665, La Haye rappelle au roi ses engagements et exige son soutien. Mais Louis XIV traine des pieds. Il n’a aucun litige avec Londres, et a même profité des besoins d’argent du roi Charles II pour lui racheter Dunkerque en octobre 1662 (pour 5 millions de livres). Bien plus, Charles II, qui voudrait établir l’absolutisme en son royaume est prêt à céder beaucoup, (à commencer, espère Louis XIV, par la neutralité de son pays, pour laisser à la France les mains libres aux Pays-Bas espagnols) en échange d’une aide financière substantielle contre le Parlement qui s’oppose continuellement à son autorité.
Louis XIV envoie une petite armée porter secours aux Hollandais menacés sur leur frontière est par une troupe de mercenaires germaniques, puis se résout, pour honorer sa signature, à déclarer la guerre à l’Angleterre le 26 janvier 1666. Alors que les flottes anglaises et hollandaises se livrent à des combats acharnés avec des centaines de vaisseaux, une poignée de bâtiments français sont détachés dans des opérations de troisième ordre sur les côtes anglaises (à Mount's Bay le 13 août 1666, au cap Dungeness le 17 septembre 1666) et aux Antilles (à Nevis le 20 mai 1667, à Saint-Pierre de la Martinique du 29 juin au 7 juillet 1667). Les Français s’emparent de l’île de Saint-Christophe. Les Anglais tentent de débarquer aux Saintes (août 1666). En vain. Les Hollandais accusent les Français de vouloir économiser leur jeune puissance navale. En août 1666, Ruyter est battu à North Foreland sans qu’aucune des voiles du duc de Beaufort se montre à l’horizon. La guerre se termine en juin 1667 sur une éclatante victoire hollandaise aux portes de Londres ravagée par la peste et un terrible incendie sans que la flotte française y ait joué le moindre rôle.
La paix est signée le 31 juillet 1667 à Breda. La France restitue Saint-Christophe et récupère l’Acadie dont Cromwell l’avait dépossédé. Mais la préoccupation essentielle de Louis XIV reste le sort des Pays-Bas espagnols, qu’il revendique au nom de son épouse espagnole car la dot promise au traité des Pyrénées (1659) n’a pas été versée. En vertu de ce non-paiement et d’une ancienne coutume du droit privé brabançon, (en tant qu’enfant du premier lit, la reine Marie-Thérèse est la seule héritière de ses parents, à l’exclusion de son demi-frère, Charles II qui a succédé à Philippe IV mort en 1665), Louis XIV réclame, outre les Pays-Bas, la Franche-Comté et d’autres territoires espagnols en Europe et outre-mer. Madrid s’y refuse obstinément, ce qui rend le conflit inévitable. Le 21 mai 1667, avant même la fin de la guerre anglo-hollandaise, les troupes françaises déferlent sur les Pays-Bas. Les places espagnoles tombent les unes après les autres. Ces succès foudroyants provoquent une vive inquiétude à La Haye, mais aussi à Londres. Le 23 janvier 1668, l’Angleterre et la Hollande, rejointes par la Suède, signent à La Haye une triple alliance qui se pose en médiatrice dans le conflit franco-espagnol, mais dont l’objectif réel est de stopper l’avancée de Louis XIV. La paix est signée le 2 mai 1668 à Aix-la-Chapelle. La France victorieuse rend une partie de ses conquêtes et garde douze places dont Lille. Mais pour Louis XIV, « piqué au vif » d’avoir rencontré les Hollandais sur la route des Flandres, ceux-ci cessent d’être des alliés pour devenir des ennemis qu’il faut punir de leur « perfidie ».

#### Opérations navales des années 1660 à 1715

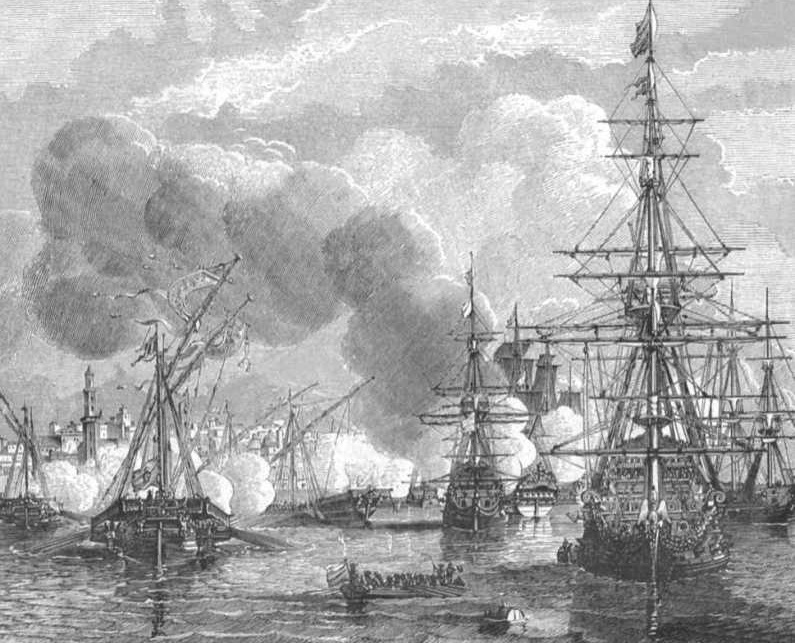
Tableau représentant le bombardement de Gênes en 1684.

La marine de guerre est engagée dans les différentes guerres de Louis XIV : 
- la guerre de Dévolution (1667-1668) ;
- la guerre de Hollande (1672-1678) ;
- la guerre des Réunions (1683-1684) ;
- la guerre de la Ligue d'Augsbourg (1688-1697) ;
- la guerre de Succession d'Espagne (1701-1714).

Elle continue d'intervenir contre les pirates barbaresques avec plusieurs bombardements d'Alger et de Tripoli ; lors du bombardement de Gênes en 1684, un nouveau type de navire est utilisé : la galiote à bombes, par la suite appelée « bombarde ».

## Crédit d'auteurs
- Cet article est partiellement ou en totalité issu de l'article intitulé « Histoire de la marine française » (voir la liste des auteurs).